# Predappio
Predappio (La Pré o Dvìa in romagnolo) è un comune italiano di 6 336 abitanti della provincia di Forlì-Cesena in Emilia-Romagna.

## Geografia fisica

### Clima
| PREDAPPIO           | Mesi | Mesi | Mesi | Mesi | Mesi | Mesi | Mesi | Mesi | Mesi | Mesi | Mesi | Mesi | Stagioni | Stagioni | Stagioni | Stagioni | Anno |
| PREDAPPIO           | Gen  | Feb  | Mar  | Apr  | Mag  | Giu  | Lug  | Ago  | Set  | Ott  | Nov  | Dic  | Inv      | Pri      | Est      | Aut      | Anno |
| ------------------- | ---- | ---- | ---- | ---- | ---- | ---- | ---- | ---- | ---- | ---- | ---- | ---- | -------- | -------- | -------- | -------- | ---- |
| T. max. media (°C)  | 6    | 9    | 13   | 17   | 22   | 27   | 29   | 29   | 25   | 19   | 11   | 7    | 7,3      | 17,3     | 28,3     | 18,3     | 17,8 |
| T. min. media (°C)  | 1    | 3    | 6    | 10   | 14   | 18   | 20   | 20   | 17   | 12   | 6    | 2    | 2        | 10       | 19,3     | 11,7     | 10,8 |
| Precipitazioni (mm) | 40   | 38   | 51   | 54   | 48   | 54   | 41   | 59   | 62   | 60   | 68   | 59   | 137      | 153      | 154      | 190      | 634  |

## Origine del nome
La probabile etimologia del toponimo deriva da prè (pietra, in dialetto) d'Appia, con riferimento alla pietra gialla su cui venne eretto il castello di Predappio alta, nonché a Giovanni d'Appia, il castellano inviato dal Papa per contrastare i sostenitori ghibellini..
Fino ai primi anni venti del Novecento, Predappio era un paese di modeste dimensioni che sorgeva sulle colline dell'Appennino forlivese, cresciuto attorno al castello medioevale. Lungo la valle, a circa 2 km, vi era la località nota con il nome di Dovìa (probabile toponimo romano, Duo Viae), che verso la seconda metà dell'Ottocento era costituita da poche case sparse di contadini, mezzadri e qualche artigiano. Unici centri di aggregazione della località erano una scuola e l'osteria, quest'ultima ancora esistente. Con la creazione del nuovo abitato secondo i progetti architettonici del regime fascista, che prendeva il nome di Predappio Nuova, Dovia ne veniva inglobata e spariva, mentre con Predappio si continuava ad indicare il vecchio abitato sulle colline.
Con il passare degli anni, i nomi dei due abitati vennero cambiati: si cominciò a chiamare Predappio solamente la Predappio Nuova (nel frattempo aumentata in termini di popolazione e di importanza), e a chiamare Predappio Alta il borgo antico, sulle colline, (la Pré in romagnolo). Sino al 1927, Predappio Alta era capoluogo ma dopo il 1927, con il podestà Pietro Baccanelli, esso fu spostato nella frazione Dovìa ed è l'attuale Predappio capoluogo (talvolta denominata Predappio Bassa).

## Storia

### Antichità
Nella frazione di Fiumana rinvenimenti archeologici attestano la presenza di insediamenti umani fin dall'età del bronzo e, di epoca romana, rimangono i resti di una villa scoperta nel 1960 da Bernad Montanari. Probabilmente l'edificio appartenne a ricchi possidenti terrieri e rimase abitato dal I al IV secolo d.C.

### Medioevo
Nel 1045 si ha la prima notizia di un monastero benedettino a Fiumana e, del 1068, se ne conosce anche il nome dell'abate: Ego Bonizio. Il monastero assume sempre maggiore importanza, per decadere però verso il XV secolo.
Nel 1304 fu posseduta da Marchese degli Argugliosi.
Nel giugno del 1424 le truppe di Pandolfo III cingono d'assedio il castello di Fiumana che in breve capitola. Nel 1434 Antonio Ordelaffi riceve da papa Eugenio IV il riconoscimento della signoria forlivese ricevendo in possesso anche i territori di Fiumana.

### Età moderna e contemporanea

#### L'Ottocento
Durante l'Ottocento Predappio seguì il resto della Romagna, venendo annessa prima al Regno di Sardegna nel 1859 e confluendo poi, nel 1861, nel Regno d'Italia. Il 29 luglio 1883 nacque a Dovìa, frazione di Predappio, Benito Mussolini, futuro politico e dittatore del Regno d'Italia.

Lavori e materiali per la fondazione di Predappio Nuova in una fotografia risalente al dicembre 1925

#### La fondazione di Predappio Nuova

Cerimonia ufficiale per la fondazione di Predappio Nuova

La creazione di Predappio Nuova si inquadra nella volontà di Mussolini di dare grandiosità ai propri luoghi d'origine, sia la località in cui era nato sia la sua provincia (che nel 1923 ingrandì assegnandole numerosi comuni appenninici togliendoli alla provincia di Firenze, e ne esaltò il capoluogo Forlì con grandiosi interventi urbanistici). Una frana avvenuta nell'inverno a cavallo fra il 1923 ed il 1924 venne presa come giustificazione per lo spostamento dell'abitato di Predappio dalla sua posizione collinare nel fondovalle. Per la realizzazione del nuovo centro abitato si scelse la località di Dovìa, località che aveva dato i natali a Benito Mussolini, che inoltre era collocata sulla strada provinciale che congiungeva Forlì a Premilcuore.
Il 30 agosto 1925, accompagnato da Italo Balbo, giunse in Romagna il segretario del partito fascista Roberto Farinacci con il mandato di fondare Predappio Nuova. Il momento culminante della visita furono l'inaugurazione di una targa celebrativa in bronzo sulla facciata della casa natale di Mussolini e la posa della prima pietra sia delle case popolari sia della chiesa di Santa Rosa da Lima (con annessi oggi un oratorio e un asilo) che diverrà poi nota per la celebre Madonna del fascio.

Sebbene non si fosse presentato alla cerimonia di inaugurazione della fondazione di Predappio Nuova, Mussolini non si terrà a lungo lontano dai cantieri. Nel maggio del 1926, vi si recò per valutare lo stato dei lavori. Fu durante tale visita che lo stesso Mussolini visitò la propria casa natia, ordinando la rimozione della lapide di bronzo che l'anno prima Farinacci aveva fatto apporre, in quanto contrastava con l'intenzione che Mussolini aveva di mantenere nelle condizioni più umili possibili i propri luoghi dell'infanzia.

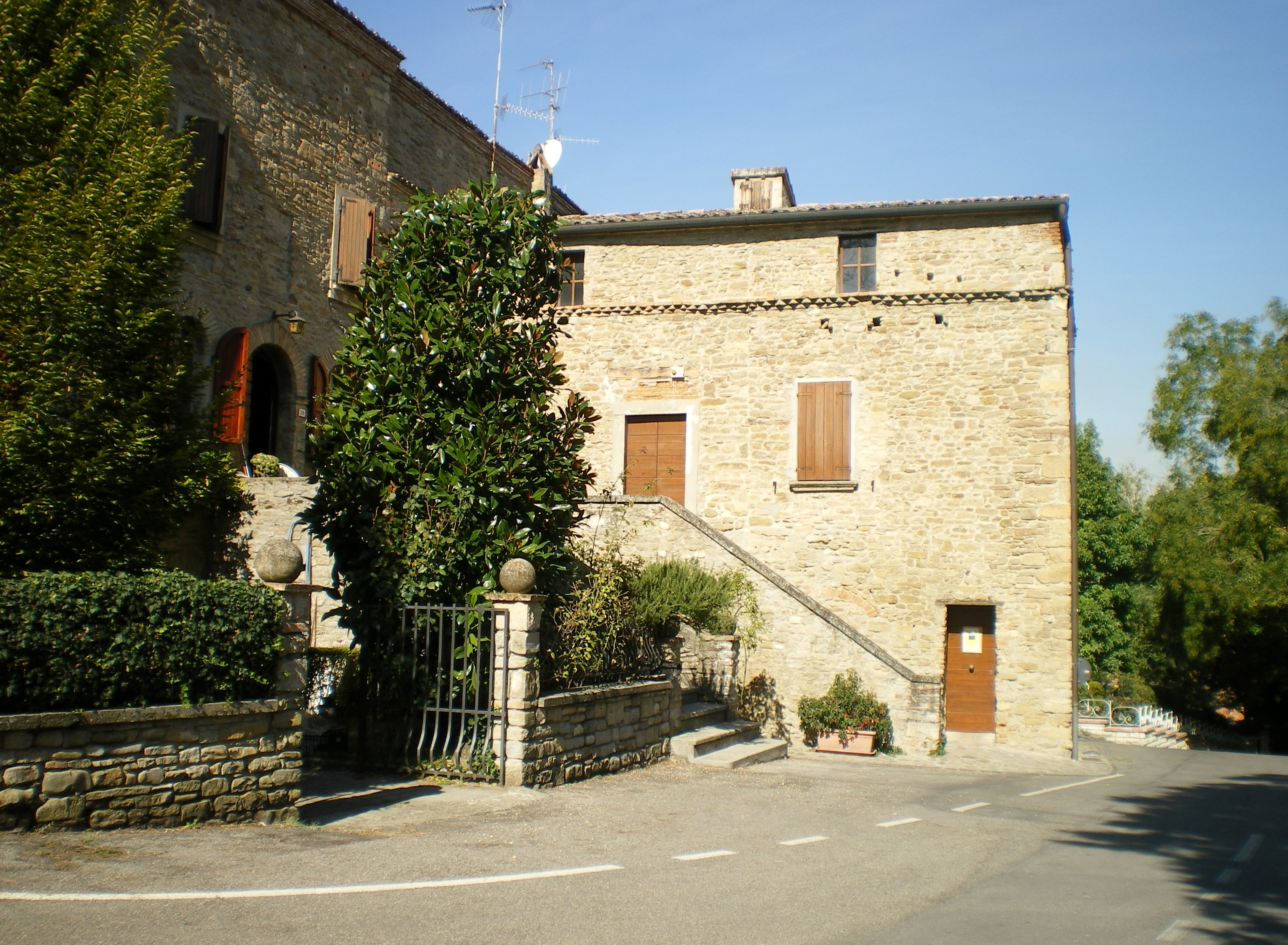
La casa natale di Benito Mussolini

#### Da Predappio a Predappio Nuova
Il 17 febbraio 1927 venne promulgato un regio decreto legge con il quale si stabiliva il trasloco della sede municipale da Predappio (quella che attualmente è chiamata Predappio Alta) al nuovo centro abitato denominato Predappio Nuova. Il nuovo comune dal 1925 veniva ampliato annettendogli il territorio del comune soppresso di Fiumana, paese che sorge a 5 km sulle rive del fiume Rabbi, lungo la strada statale che unisce Forlì a Predappio.

### Resistenza e liberazione dal nazifascismo
Nei pressi di Predappio il 23 maggio 1944, i partigiani della Banda Corbari, Silvio Corbari, Iris Versari e Otello Sisi, dopo una finta trattativa di resa, in viaggio su un automobile con a bordo il comandante della Gnr Gustavo Marabini, scortata da un autocarro fascista a distanza, giustiziarono Gustavo Marabini noto nel Forlivese e in tutta la regione considerato pericoloso e inafferrabile, con un arma probabilmente nascosta negli indumenti intimi di Iris Versari.
All’alba del 10 giugno 1944 la 2ª e la 3ª compagnia del battaglione Gnr Venezia Giulia effettuarono un rastrellamento alla ricerca di partigiani e renitenti nella zona di Predappio, Poggio, Santa Marina, Porcentico, Tontola, Monte Buffolino, Monte Selcio su ordine del comando provinciale Gnr. Sergio Versari fu fermato dai militi al podere Ribianco dove era stato assunto per il taglio del fieno da Giuseppe Chiadini. Il tenente che comandava il reparto gli chiese a quale classe appartenesse e poi ordinò ad un milite di farlo allontanare di qualche passo; mentre Versari di spostava il milite gli sparò e lo uccise. Paolo Milanesi fu fermato dai militi mentre si recava al lavoro al podere Ribianco a Santa Marina di Predappio. Metella Garbassini che si trovava con lui, interrogata dai carabinieri l’11 giugno 1944, dichiarò che Milanesi mostrò immediatamente ai militi i suoi documenti da cui risultava che era rivedibile per la leva, ma i militi lo trattennero e poco dopo lo uccisero. Furti nelle abitazioni perquisite alla ricerca di partigiani ai danni di Giuseppe Chiadini, Sante Chiadini e Giulio Costa. I militi fermarono e controllarono i documenti e la classe di leva anche di altri uomini che lavoravano in zona tra cui Augusto Lotti e Albini, i quali vennero rilasciati.
A Predappio la liberazione avvenne il 28 settembre 1944, giorno che sarebbe dovuto essere il primo del XXII anno dell’Era Fascista, i fascisti della Brigata Nera erano già scappati alla fine di settembre, gli Alleati provenienti da Galeata avevano attraversato il crinale e raggiunto San Zeno. Il 23 ottobre un distaccamento partigiano proveniente da Monte Grosso aveva raggiunto Porcentico, la prima frazione del Comune di Predappio ad essere liberata. Il giorno successivo i soldati del Corpo d’Armata Polacco, unitamente ai partigiani del IV battaglione dell’8a Brigata Garibaldi liberarono Santa Marina e Tontola, da qui una parte puntò verso monte Belvedere e Monte Mirabello dove, dopo un violento scontro, furono momentaneamente fermati. Il giorno 25 i soldati Alleati raggiunsero San Savino che si trova ad un tiro di schioppo da Predappio. Il grosso del IV battaglione partigiano al comando di Tom Rodolfo Collinelli si posizionò a Monte Maggiore, mentre un distaccamento di circa trenta uomini al comando di Giuseppe Ferlini entrò nottetempo in Predappio. I tedeschi nel frattempo si erano ritirati nella parte nord del paese nella zona Taglio di Fiume e nelle alture circostanti. Il 26 ottobre i soldati alleati cominciarono ad entrare dalla parte opposta del paese, mente Ferlini, alle prime luci dell’alba, coi suoi partigiani raggiunse i tunnel dello stabilimento Caproni dove si era rifugiata la gran parte della popolazione.
GIUSEPPE FERLINI, nato a Predappio, il 12.12.1910, di professione calzolaio, dal 27.09.1943 al 30.04.1944 è comandante di un distaccamento autonomo del gruppo Brigate di Romagna, dal 01.05.1944 al 30.11.1944 è vicecommissario politico del 4° battagl. dell'8.a Brigata Partigiana Garibaldi. Nel dopo guerra sarà sindaco di Predappio per il PCI.
GIUSEPPE CASTELLUCCI, nato a Galeata il 19.10.1916, colono, dal 01.11.1943 al 19.10.1944 è partigiano e poi comandante del 2.° distaccamento 4.° battgl. dell'8.a Brigata  Partigiana Garibaldi. Fatto prigioniero da una pattuglia tedesca il 19.10.1944 al podere Casaccia sul Monte delle Forche, è fucilato a Villa Raggi nel comune di Predappio il 01.11.1944, dove è posta una lapide in ricordo.

### Simboli
Al nuovo comune venne assegnato anche un nuovo stemma comunale, in modo tale che questo potesse sintetizzare la trasformazione in atto: concesso con regio decreto del 4 settembre 1927 e regie lettere patenti del 15 dicembre 1927 aveva la seguente blasonatura ufficiale: «partito semitroncato: nel 1º di rosso, al fascio littorio d'oro; nel 2º d'azzurro, al castello al naturale, merlato alla ghibellina, torricellato di tre pezzi, murato, aperto e finestrato di nero, terrazzato di verde; nel 3º d'azzurro, alla torre al naturale, merlata alla ghibellina, aperta e murata di nero, terrazzata di verde». Lo stemma riuniva l'emblema del fascismo (inserito su iniziativa del locale Consiglio comunale) con gli stemmi precedentemente portati dai Comuni di Predappio (secondo punto del partito semitroncato) e di Fiumana (terzo punto).
Nel secondo dopoguerra, dopo la caduta del fascismo, si rese necessario sostituire il fascio e al suo posto fu inserito un grappolo di uva, principale coltura locale, specie nella varietà Sangiovese, che essendo al naturale portò a cambiare lo smalto della prima partizione da rosso ad argento. Il nuovo stemma, concesso con decreto del Presidente della Repubblica del 25 giugno 1953, ha quindi la seguente blasonatura:
Dal 2006, con la concessione del titolo di Città, la corona muraria da Comune – d'argento, murata di nero, con 3 pusterle visibili – è stata sostituita da quella d'oro con 5 pusterle visibili, corrispondente al titolo.

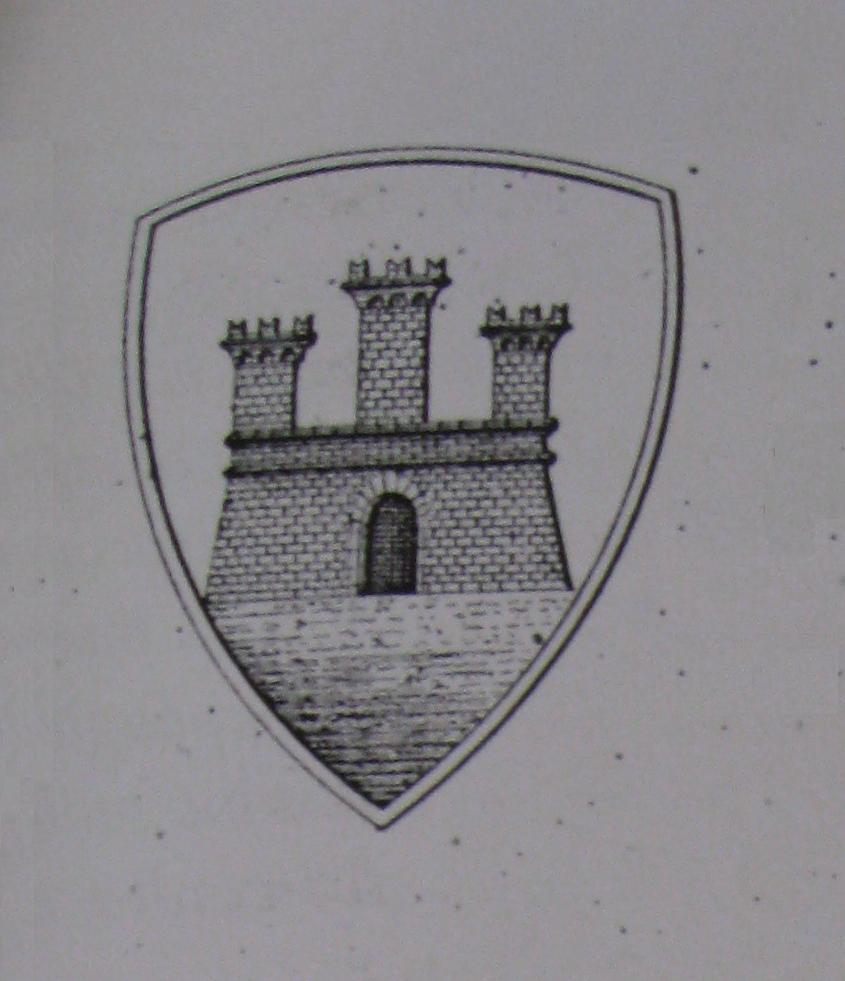
Stemma del comune di Predappio prima della fondazione di Predappio Nuova
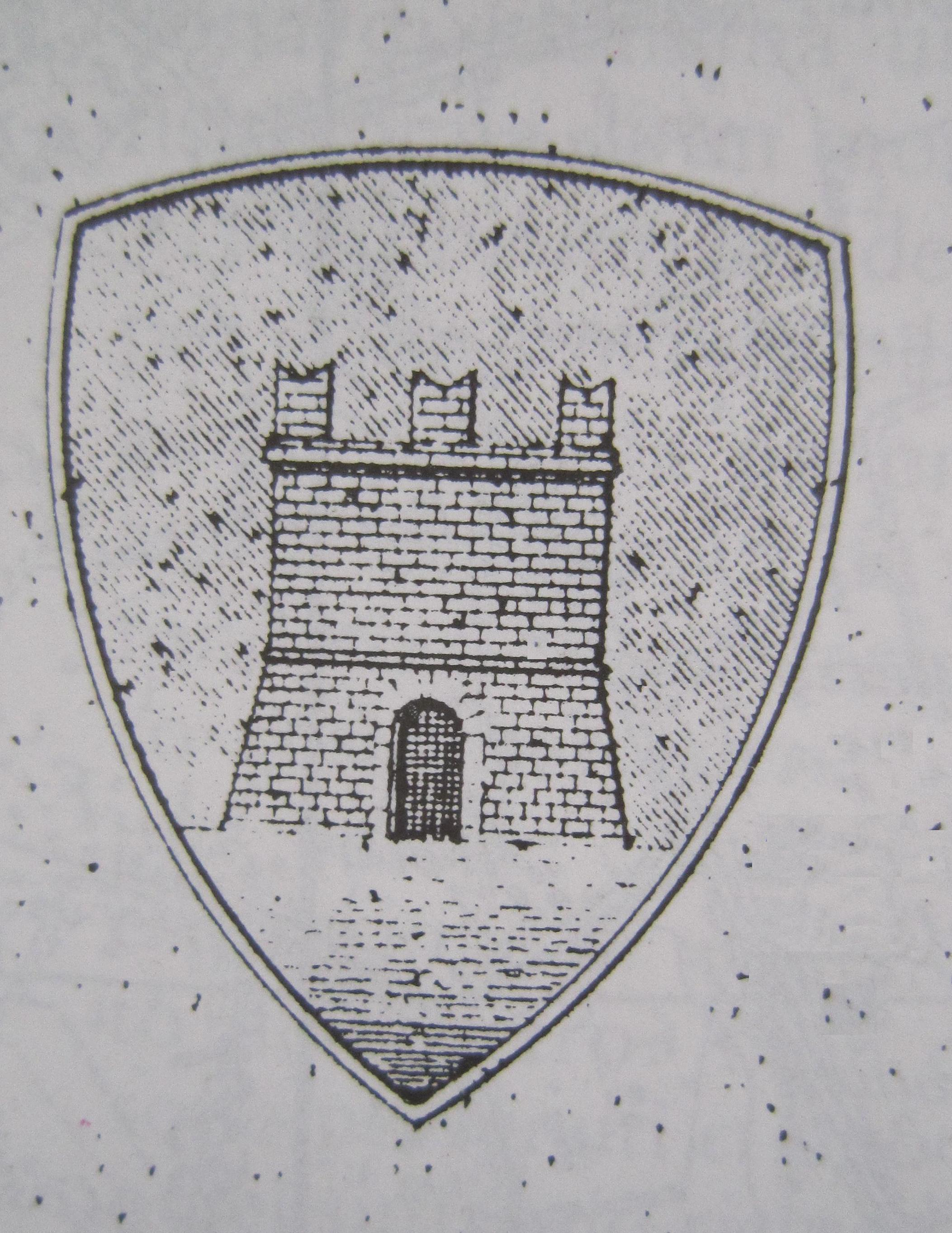
Stemma di Fiumana
Stemma ufficiale del 1927
Stemma attualmente in uso

Il gonfalone è un drappo di azzurro.

## Monumenti e luoghi d'interesse

### Architetture religiose

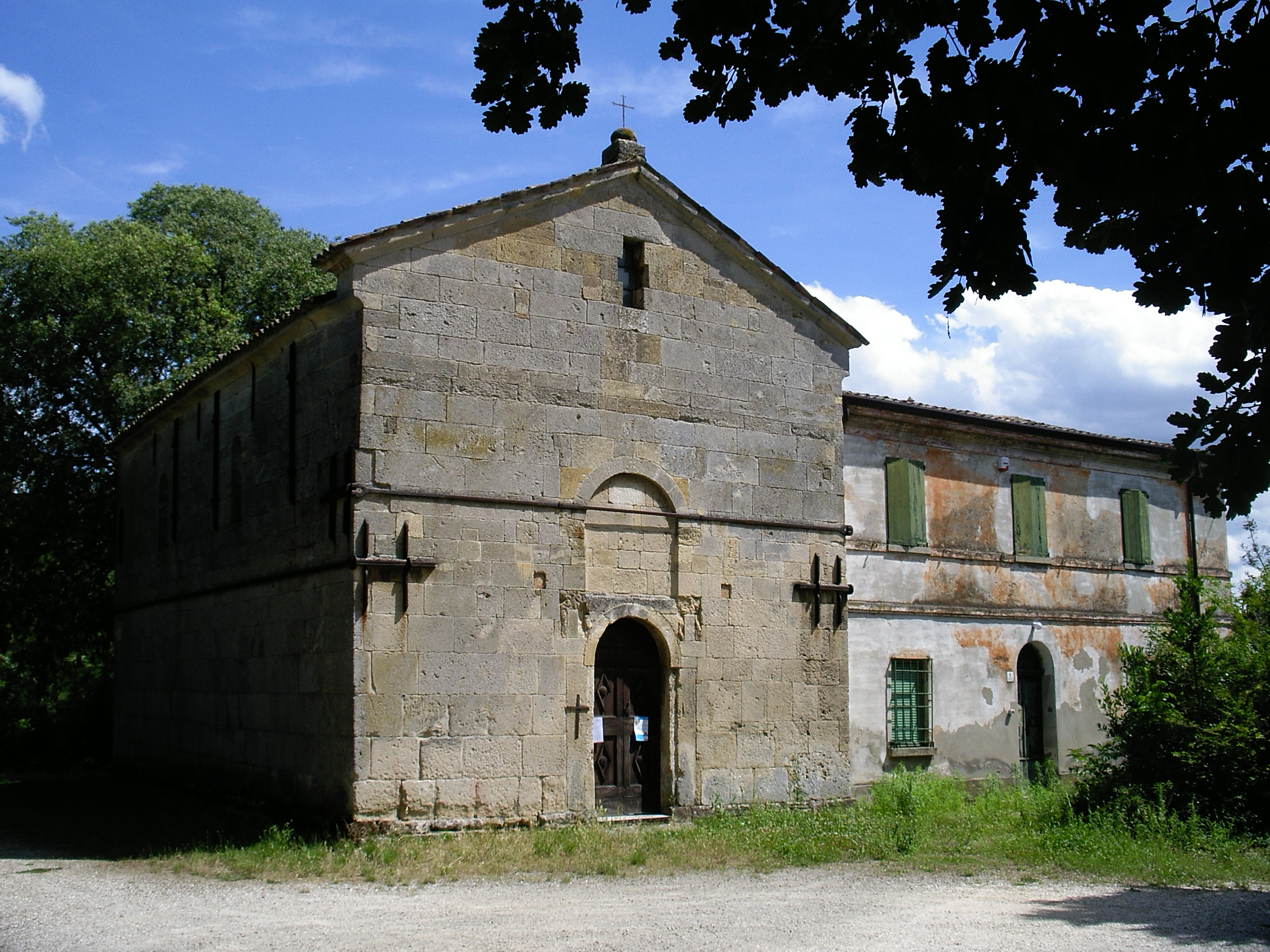
Chiesa di Sant'Agostino in Rocca d'Elmici

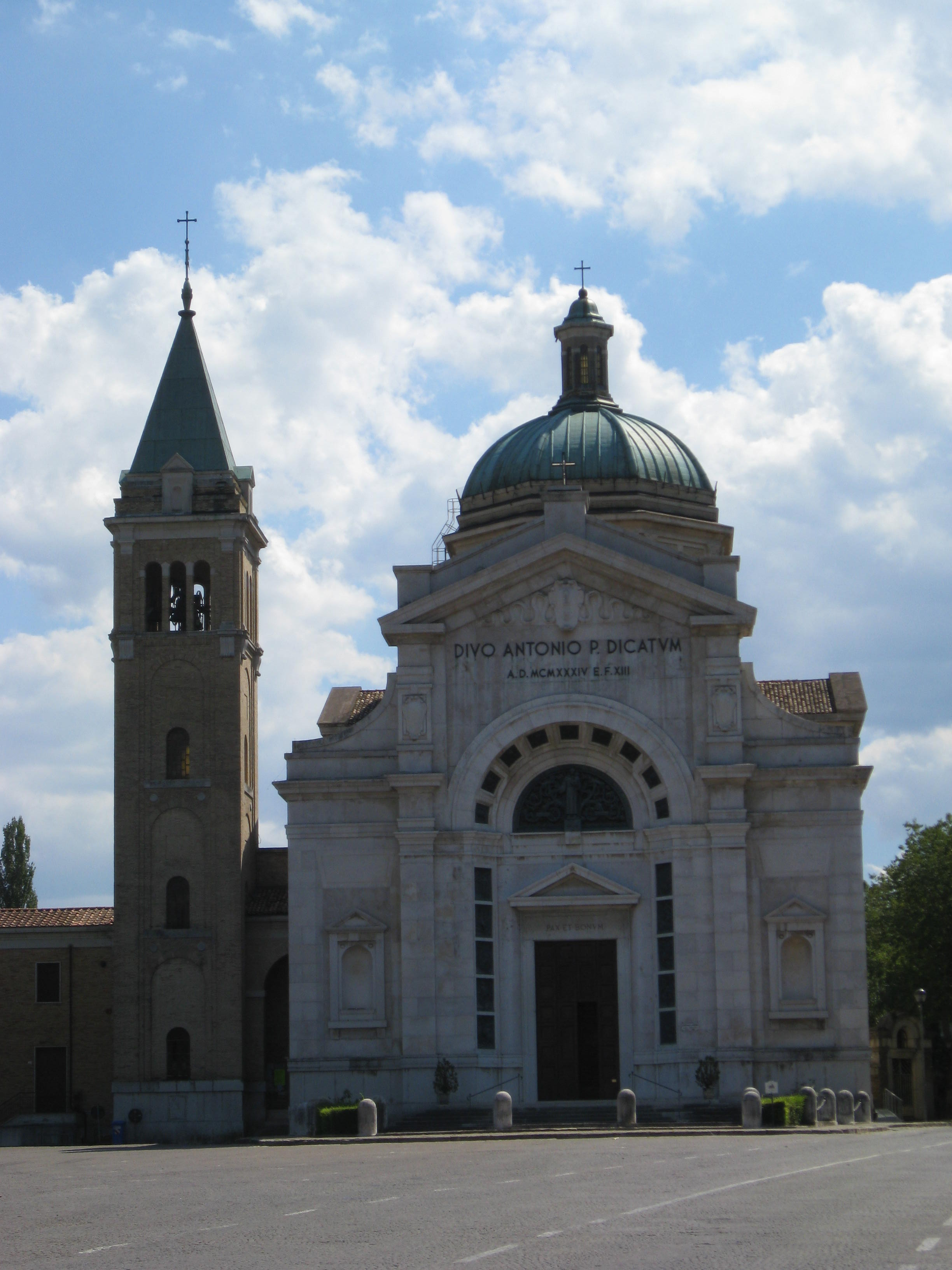
La chiesa di Sant'Antonio di Padova nel centro di Predappio

#### Chiesa di Sant'Agostino in Rocca d'Elmici
È di particolare interesse la chiesa di Sant'Agostino in Rocca d'Elmici in stile romanico. Chiesa ad un'unica navata che conserva al suo interno diversi affreschi in non perfetto stato di conservazione raffiguranti la storia della chiesa stessa. Tra questi possiamo trovarne uno raffigurante San Gerolamo a capo scoperto e una Madonna con Bambino che si dice appartenga al "Giottesco Romagnolo".

#### Chiesa di San Cassiano in Pennino
Un altro edificio di grande valore storico-artistico è la chiesa di San Cassiano in Pennino risalente ai secoli X e XI. Ristrutturata diverse volte a causa dei danni causati da terremoti fu proclamata monumento nazionale nel 1934. Della chiesa originale restano ancora intatti solo abside, cripta e fondamenta.

#### Chiesa di Sant'Antonio di Padova
Altra chiesa di interesse artistico e quella dedicata a sant'Antonio di Padova. Fu Benito Mussolini che la fece erigere nel 1931 dall'architetto Cesare Bazzani. Inoltre affidò allo scultore Morbiducci il compito di ornarne il portale con 10 bassorilievi in bronzo.

#### Chiesa di Santa Maria Assunta
A Predappio Alta possiamo visitare la chiesa di Santa Maria Assunta di foggia ottocentesca.

#### Chiesa di San Martinino
Poco dopo aver superato il cimitero, a circa 1 km dalla chiesa dedicata a sant'Antonio, sulle pendici delle colline in direzione di Castrocaro, in mezzo al bosco, si trova l'antica chiesa dedicata a san Martinino. Non molto si conosce di questo edificio, dalle semplici forme, le cui prime testimonianze risalgono al XV secolo. È attualmente sconsacrata.

#### Santuario della Beata Vergine della Maestà
Il santuario della Beata Vergine della Maestà è del 1700.

La chiesa di Sant'Antonio da Padova negli anni trenta
Veduta di Predappio negli anni trenta dal campanile della chiesa
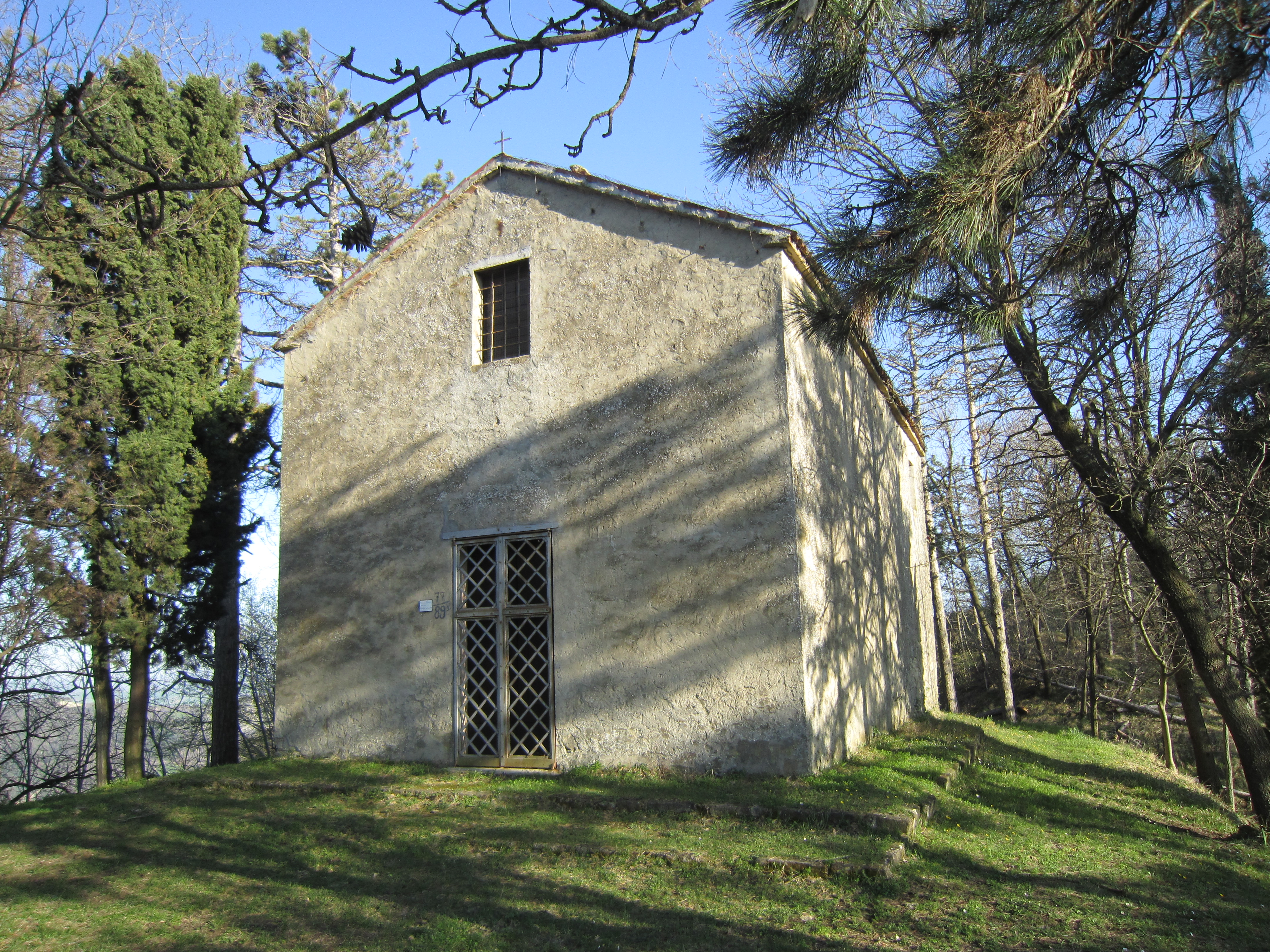
Chiesa di San Martinino, XV secolo (sconsacrata)

### Architetture civili

#### Ex Casa del Fascio

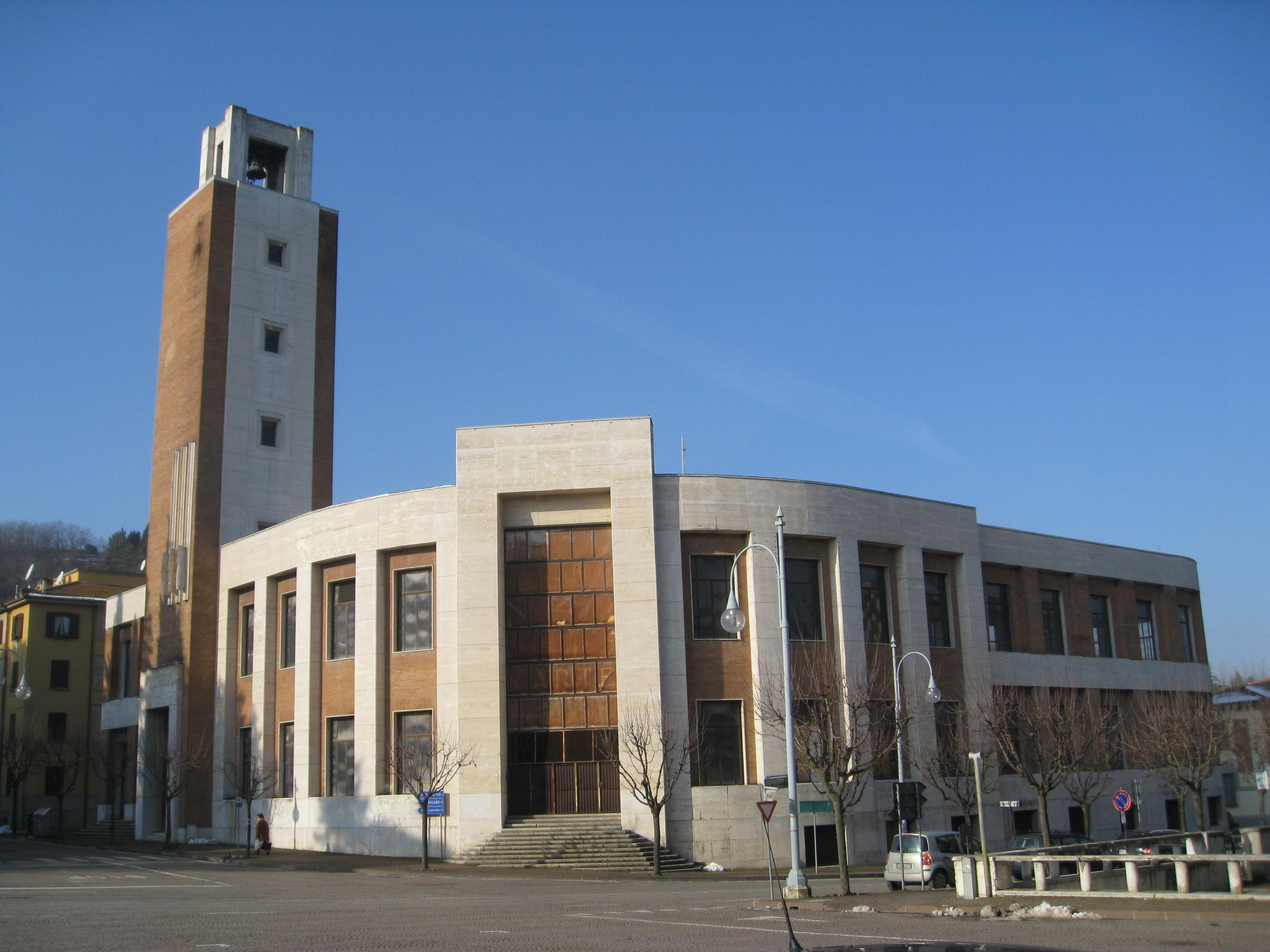
Casa del fascio

È probabilmente l'edificio più imponente e massiccio edificato nella Predappio di nuova fondazione. Sino dal 1926 venne promossa la raccolta di fondi per l'edificazione dell'edificio, ma per vari motivi la costruzione fu rimandata fino agli anni trenta. Iniziato a partire dal 1934, fu terminato ed inaugurato nel 1937.
Sorge agli angoli delle due vie principali, è costruito in mattoni e travertino romano e presenta un'alta torre littoria munita di campana che rievoca le antiche torri medioevali. Oggi giace in stato di abbandono, ma è stato preso in considerazione dal Progetto Europeo ATRIUM.

#### Casa Becker

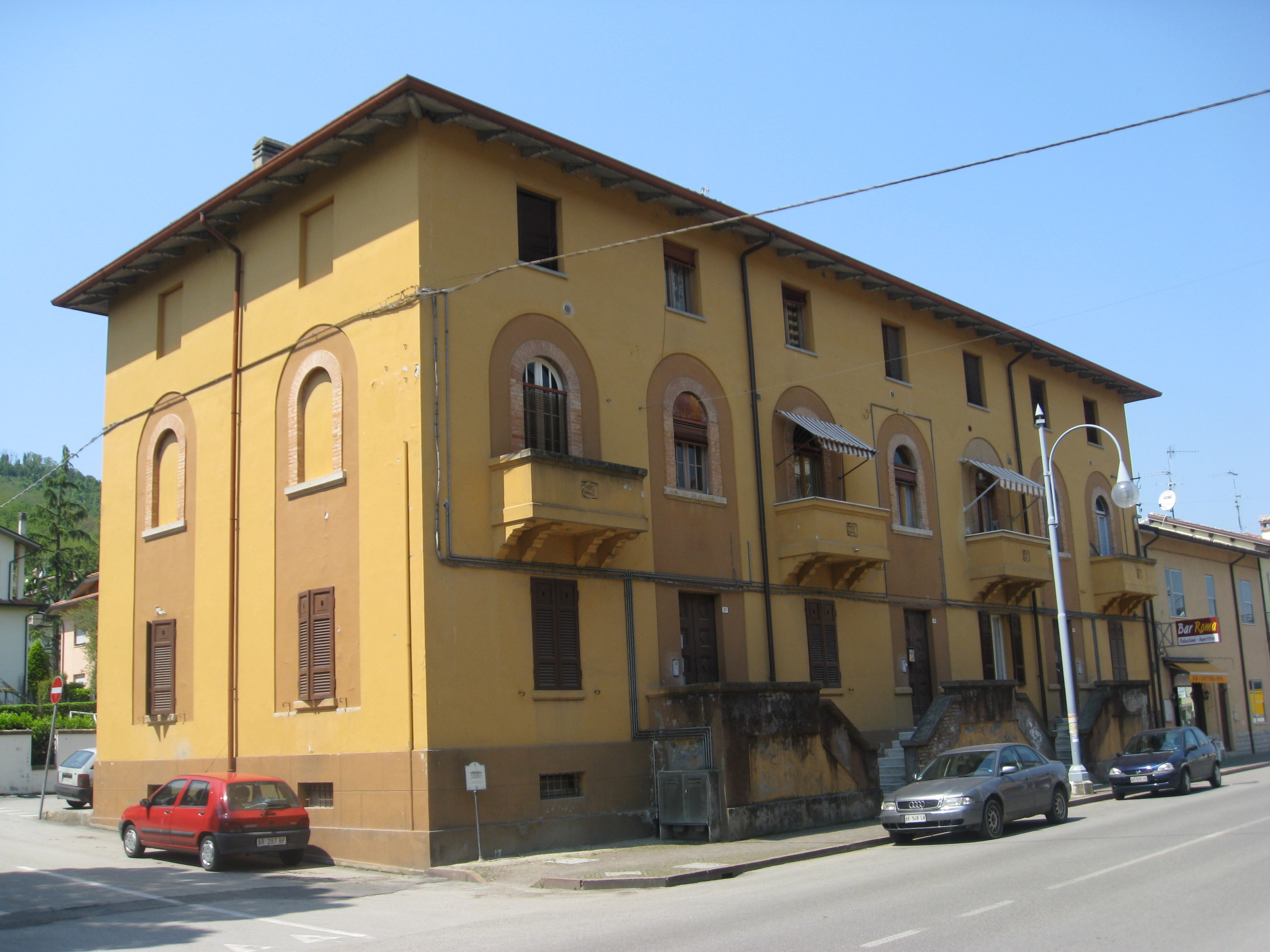
Casa Becker

Casa Becker è un edificio per abitazioni di sei appartamenti di tipo economico. Fu inizialmente progettata dai tecnici del Genio Civile di Forlì, sebbene di seguito la struttura fu in parte revisionata da Florestano Di Fausto, a cui fu anche commissionato il disegno di tutta Predappio Nuova. La prima pietra fu posata nello stesso giorno di fondazione di Predappio Nuova, il 30 agosto 1925. Venne costruita anche grazie al contributo di lord William Becker, politico inglese simpatizzante del fascismo, da cui la casa trae nome. Fu il primo edificio dedicato alla pubblica residenza ad essere costruito nella nuova città per ospitare gli sfollati della frana del 1923 che aveva colpito il paese vecchio.
Il prospetto esterno dell'edificio era impostato su una serie di sette aperture nelle quali veniva alternato in successione il piccolo terrazzo della camera da letto del piano superiore con il portone di ingresso. Florestano di Fausto inserì il disegno a lunetta delle finestre del piano superiore, ammorbidendo le linee dell'edificio.

#### Edificio postelegrafonico

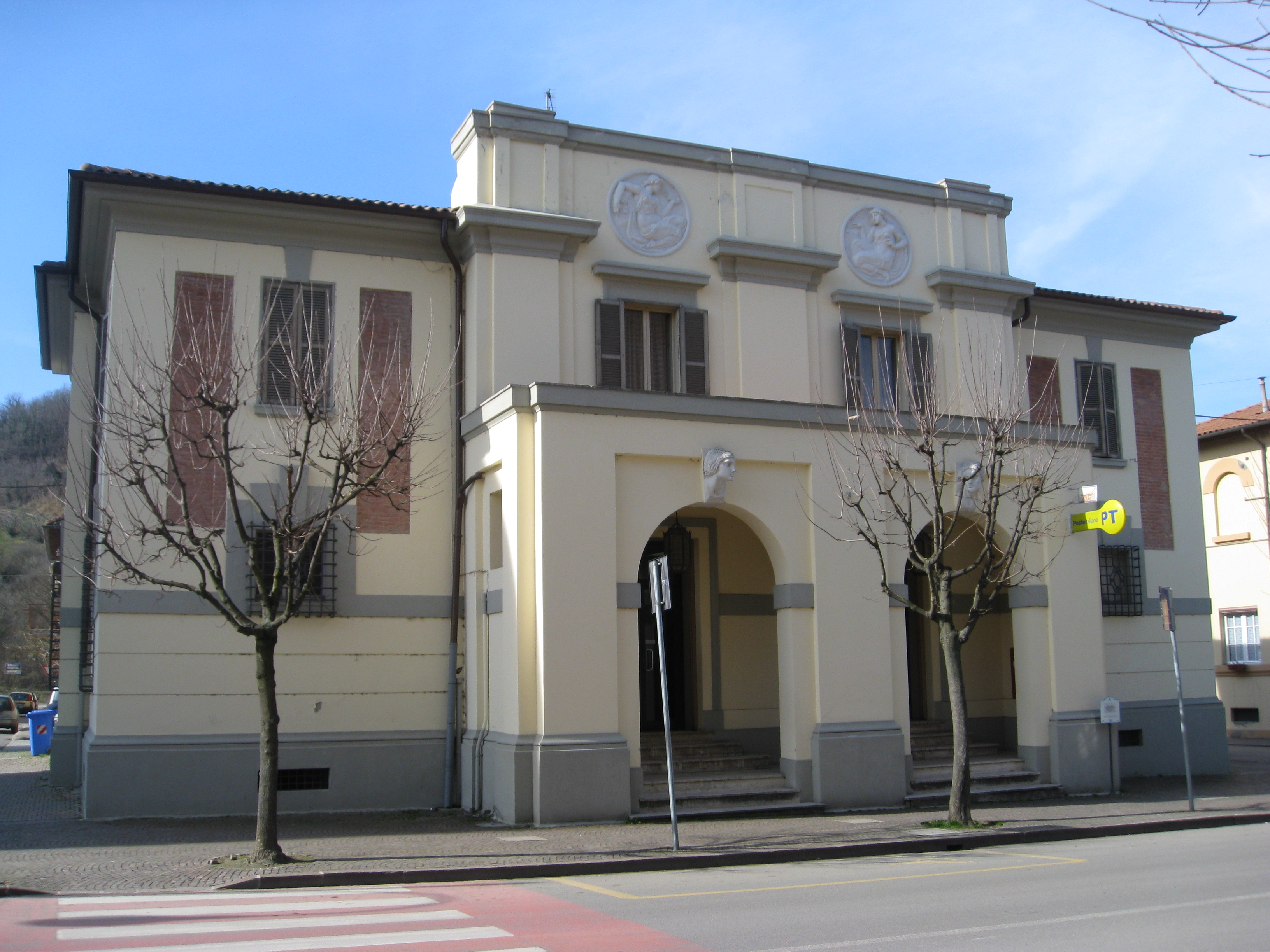
Edificio postelegrafonico

Il primo progetto venne presentato dal Genio civile il 5 maggio 1925, presentando un secondo progetto il 16 dicembre dello stesso anno. Come molti degli edifici della nuova Predappio, il progetto fu rivisto profondamente dall'architetto e ingegnere Florestano Di Fausto. Il progetto proposto dal genio prevedeva un grosso parallelepipedo lungo venti metri e profondo dieci articolato su due piani, destinati, quelli al piano terra, ad ospitare gli uffici, al superiore l'alloggio dell'impiegato statale, costituito da cinque camere, sala da pranzo, cucina e servizi. La parte centrale dell'edificio, larga dieci metri, sporge leggermente dal corpo dell'edificio. Di Fausto aggiungerà il portico a due arcate, rialzando, senza modificare l'altezza totale dell'edificio, il piano terra. Dai progetti originali di Fausto si notano anche due obelischi che dovevano ornare la facciata dell'edificio, ma che non furono mai posizionati. Le decorazioni furono invece affidate allo scultore bolognese Ulderigo Conti.

L'edificio postelegrafonico in fase di costruzione, 5 maggio 1926
L'edificio postelegrafonico come appariva nel 1926

#### Casa dei sanitari

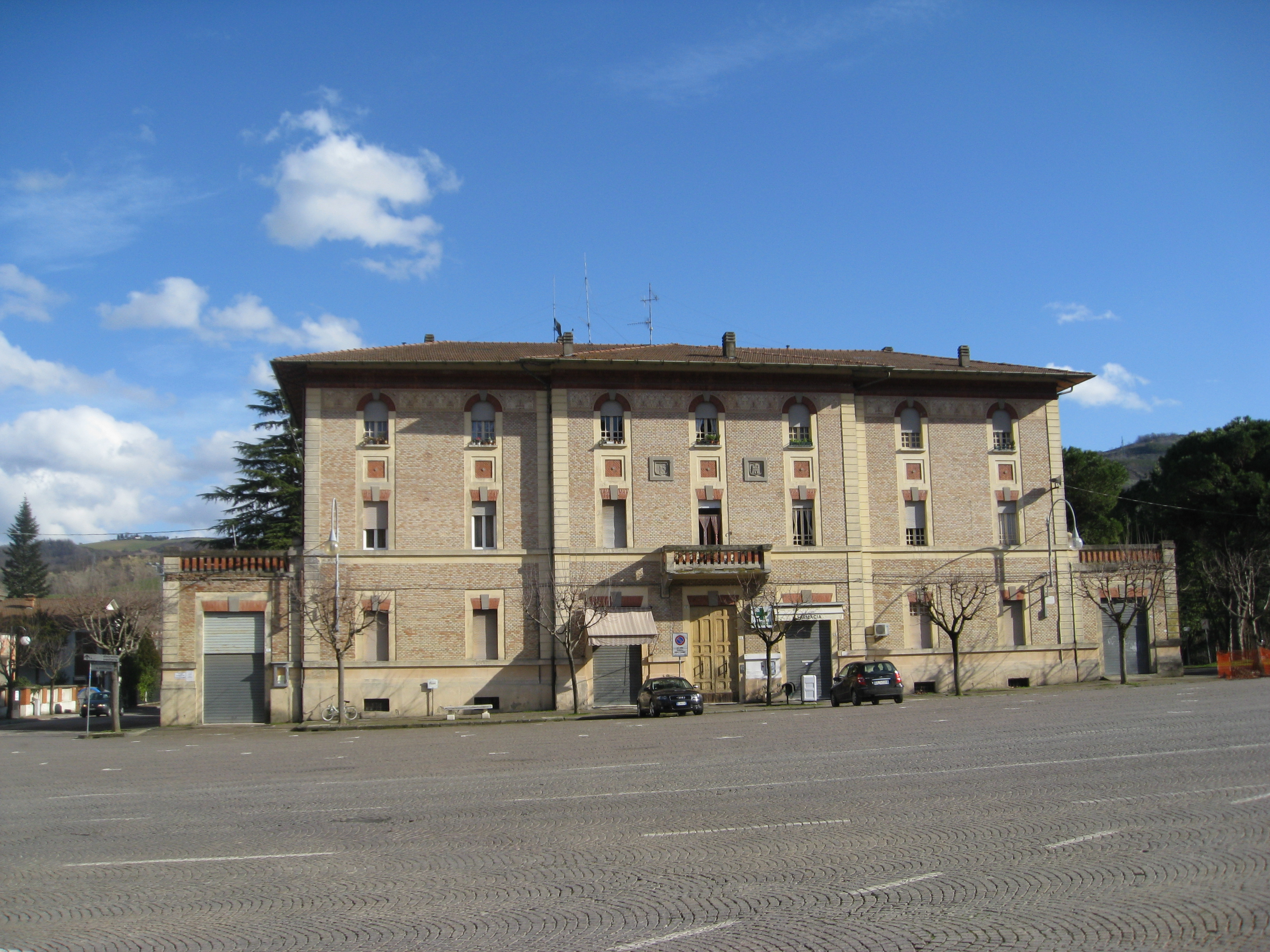
Casa dei sanitari, vista anteriore

La casa dei servizi sanitari è posta sulla piazza principale di Predappio, piazza Sant'Antonio, di fronte a Palazzo Varano. L'edificio venne proposto da Florestano di Fausto come seconda soluzione, perché originariamente l'architetto aveva proposto quell'area per l'edificazione di un cinema, di un teatro e di un portico con negozi e magazzini. L'idea successiva fu quella di costruire un ospedale vero e proprio, ma si ripiegò, per l'impossibilità di poter eseguire il progetto, su un edificio che potesse fungere da presidio sanitario. La sua edificazione cominciò nel 1929 per poi essere terminata con l'inaugurazione del 29 luglio 1931 da Mussolini stesso il quale, per stemperare il clima di tensione che si era generato dopo lo scioglimento dell'Azione Cattolica, colse quell'occasione per annunciare anche l'edificazione di una grande chiesa parrocchiale.

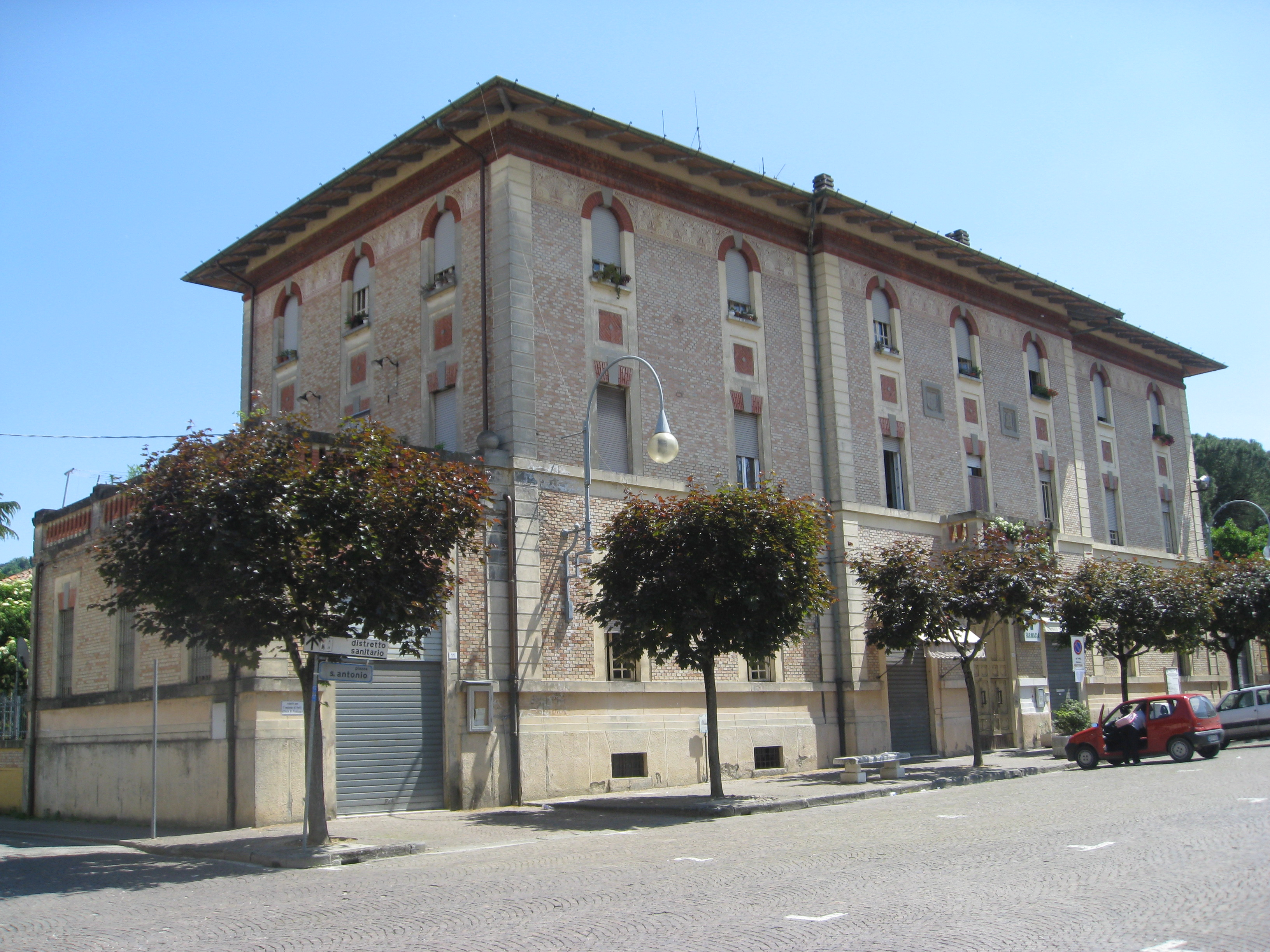
Casa dei sanitari, vista di 3/4
Casa dei sanitari; si notano, dietro l'edificio principale, le due costruzioni minori
Casa dei sanitari sulla sinistra, ambulatorio al centro e dispensario a destra.

Il palazzo è in realtà un complesso di tre edifici: due, più piccoli, posti nel retro dell'edificio principale che invece si affaccia sulla piazza. Questo è suddiviso in tre piani: il piano terra ospitava la farmacia (ancora oggi presente), gli uffici dell'amministrazione, la casa del custode, l'abitazione dell'infermiere e del conducente dell'ambulanza. Il primo piano ospitava gli alloggi del farmacista e del medico, mentre all'ultimo piano si trovavano gli appartamenti dell'assistente, della levatrice e delle suore. Come tipico nella mentalità del tempo le stanze presentano soffitti altissimi, mentre i corridoi sono stretti e scarsamente illuminati.
Sul retro del palazzo, collegato da un passaggio coperto, c'era l'ambulatorio medico composto dall'ambulatorio vero e proprio, dalla sala nelle quali avvenivano le medicazioni e le camere di degenza riservate ai pazienti. Sul retro di questo edificio vi erano spazi dedicati al dispensario antitubercolare a loro volta suddivisi in altre aree: vi era la zona destinata alla raccolta di notizie e riviste scientifiche, l'area per le visite mediche, per esami radiologici e ricerche patologiche.
Ognuno dei tre edifici che costituisce il complesso del palazzo dei sanitari era dotato di cantine e piani interrati utilizzati come magazzini.

#### Caserma dei carabinieri

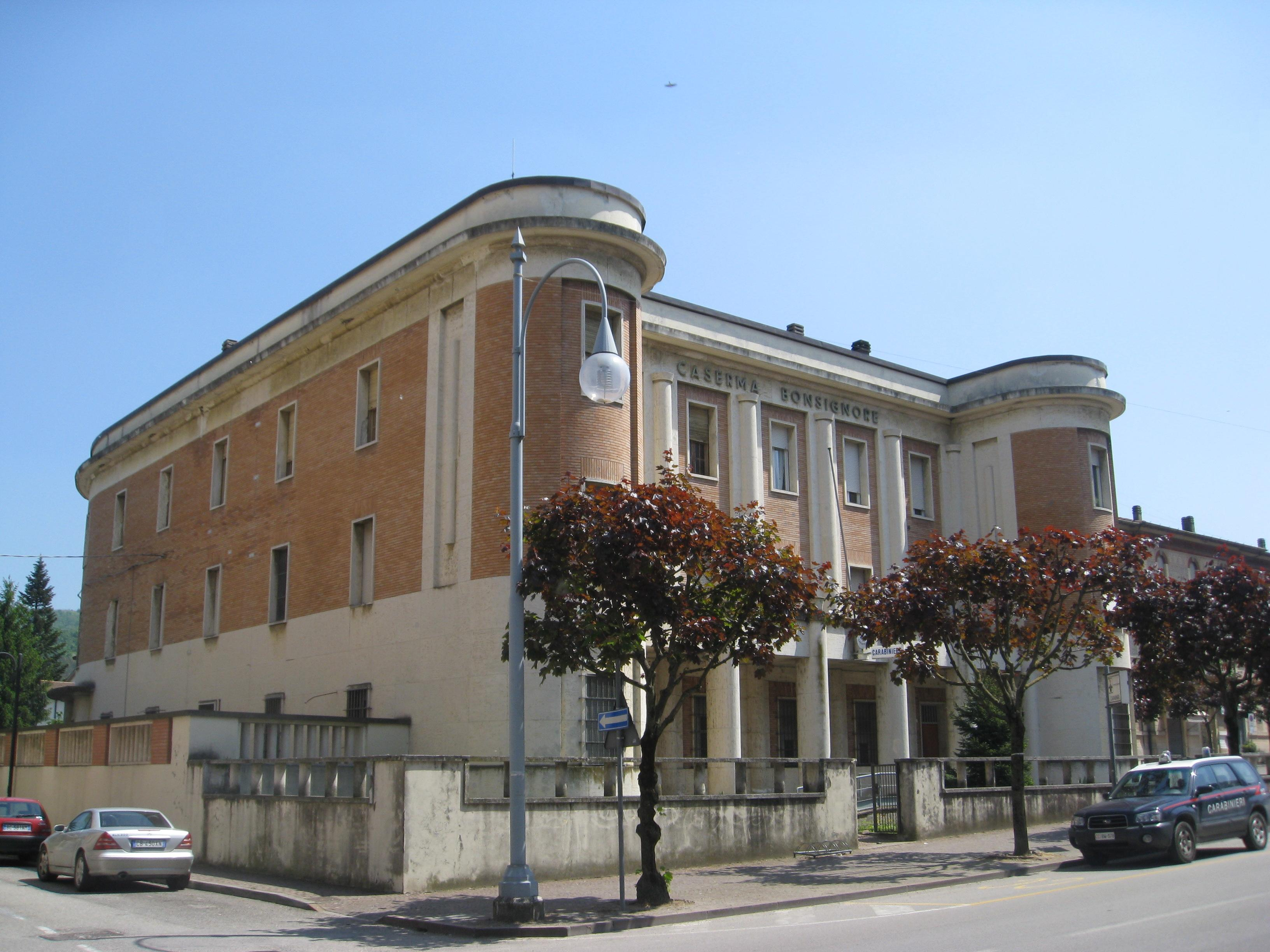
Caserma dei carabinieri, vista di 3/4

La caserma dei carabinieri fu una delle prime costruzioni ad essere edificate nella nuova Predappio, perché ritenuta necessaria per la sicurezza del nuovo centro abitato. L'edificio subì due diversi processi di costruzione a partire dal 1925 e fino al 1942.
Il progetto iniziale, redatto dai tecnici del Genio civile, consisteva in un semplice edificio a due piani: il piano inferiore era dedicato all'archivio ed erano presenti la cantina, i servizi e due camere di sicurezza, per uomini e donne. Al piano superiore invece si trovava l'alloggio del comandante costituito da due camere da letto, cucina, studio e sala da pranzo. Le due stanze rimanenti erano dedicate agli altri cinque carabinieri previsti. La facciata impostata dal Genio era sviluppata su sette aperture con due ingressi posti simmetricamente ai lati dell'edificio.
Florestano di Fausto intervenne sul progetto, già in fase di costruzione, apportando solo piccole modifiche al disegno iniziale che riguardavano esclusivamente il disegno delle linee esterne. Aggiungendo un bugnato che ricopriva tutto il primo piano della caserma, venivano così accentuati gli spigoli della facciata, venivano incorniciate le finestre e offrivano un appoggio per le tettoie dell'ingresso.

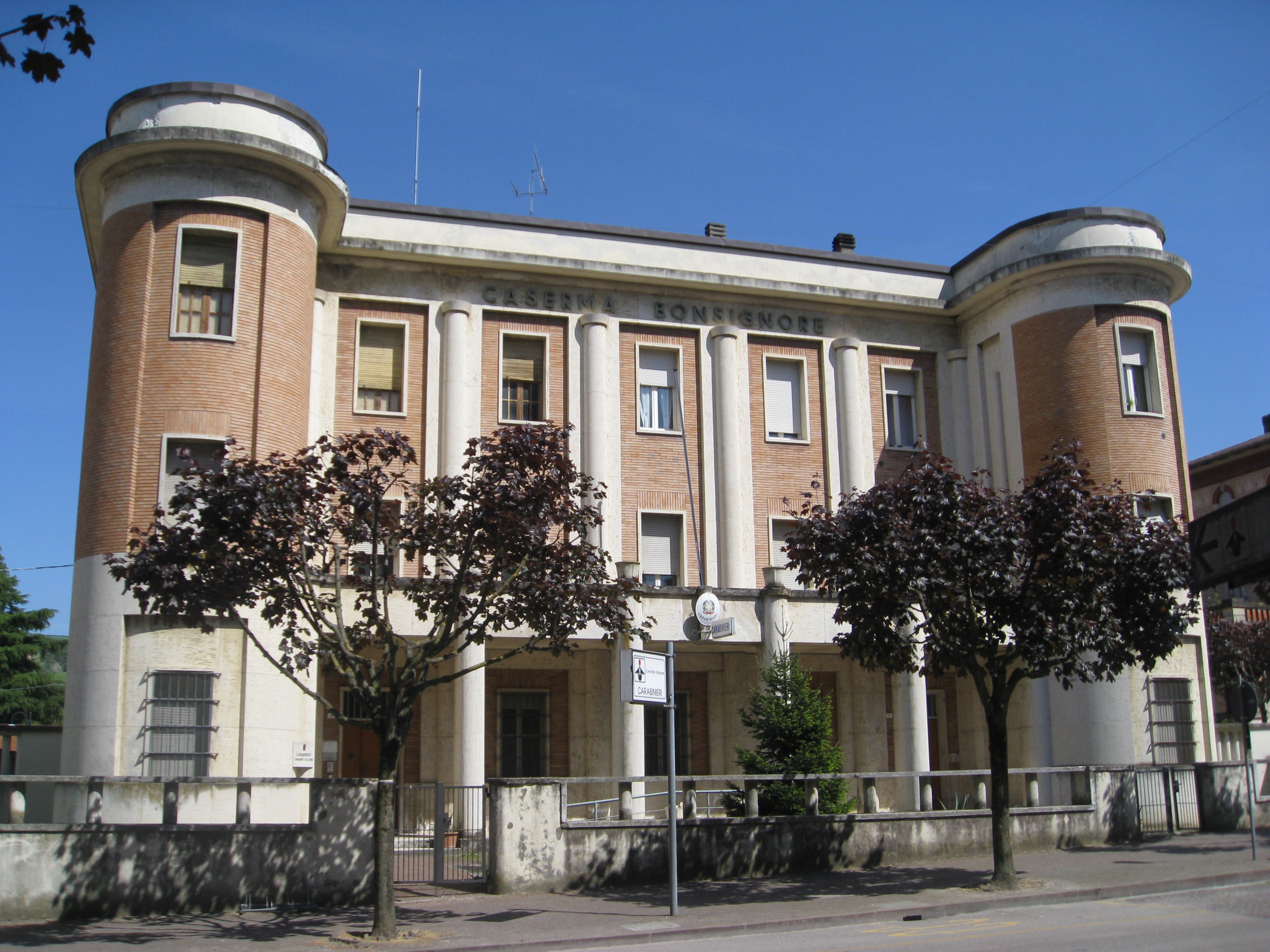
Caserma dei carabinieri, vista frontale
La caserma dei carabinieri come appariva tra il 1926 ed il 1934
La caserma in fase di costruzione, in una fotografia del 5 maggio 1926
Scavi per la fondazione della caserma di Predappio Nuova, il 6 dicembre 1925

L'edificio rimase tale fino al 1934, quando ne fu decisa una revisione. In quell'anno, per poter sopperire alle nuove esigenze dell'abitato (Predappio stava crescendo in popolazione ed era meta di continui pellegrinaggi), e per poter venire incontro al necessario aumento di organico, fu deciso, seguendo il progetto originale di Fausto, un ampliamento della caserma con sopraelevazione di un piano.
Nel 1937 però fu deciso un ulteriore e ben più importante rifacimento, il cui progetto fu affidato all'ingegnere Arnaldo Fuzzi il quale, pur impostandone le linee generali, non riuscì a portarlo a termine dovendo partire per l'Africa Orientale Italiana, cedendo i propri lavori al Genio che li portò a termine. L'ampliamento previsto da Fuzzi stravolse totalmente l'architettura della caserma. L'edificio venne avvolto da una struttura semicircolare che, costruita in muratura di laterizio a vista e travertino, va a creare una piccola corte interna. Ai lati della facciata vennero invece eretti due corpi cilindrici che delimitano un portico stilizzato.
La ricostruzione aveva così permesso l'ampliamento dell'edificio, monumentalizzandone l'aspetto e fornendo nuovi spazi per l'autorimessa, per una biblioteca e per ulteriori camerate, stravolgendo però l'aspetto rurale che di Fausto aveva voluto attribuire alla propria Predappio ideale degli anni venti.

#### Mercato dei viveri

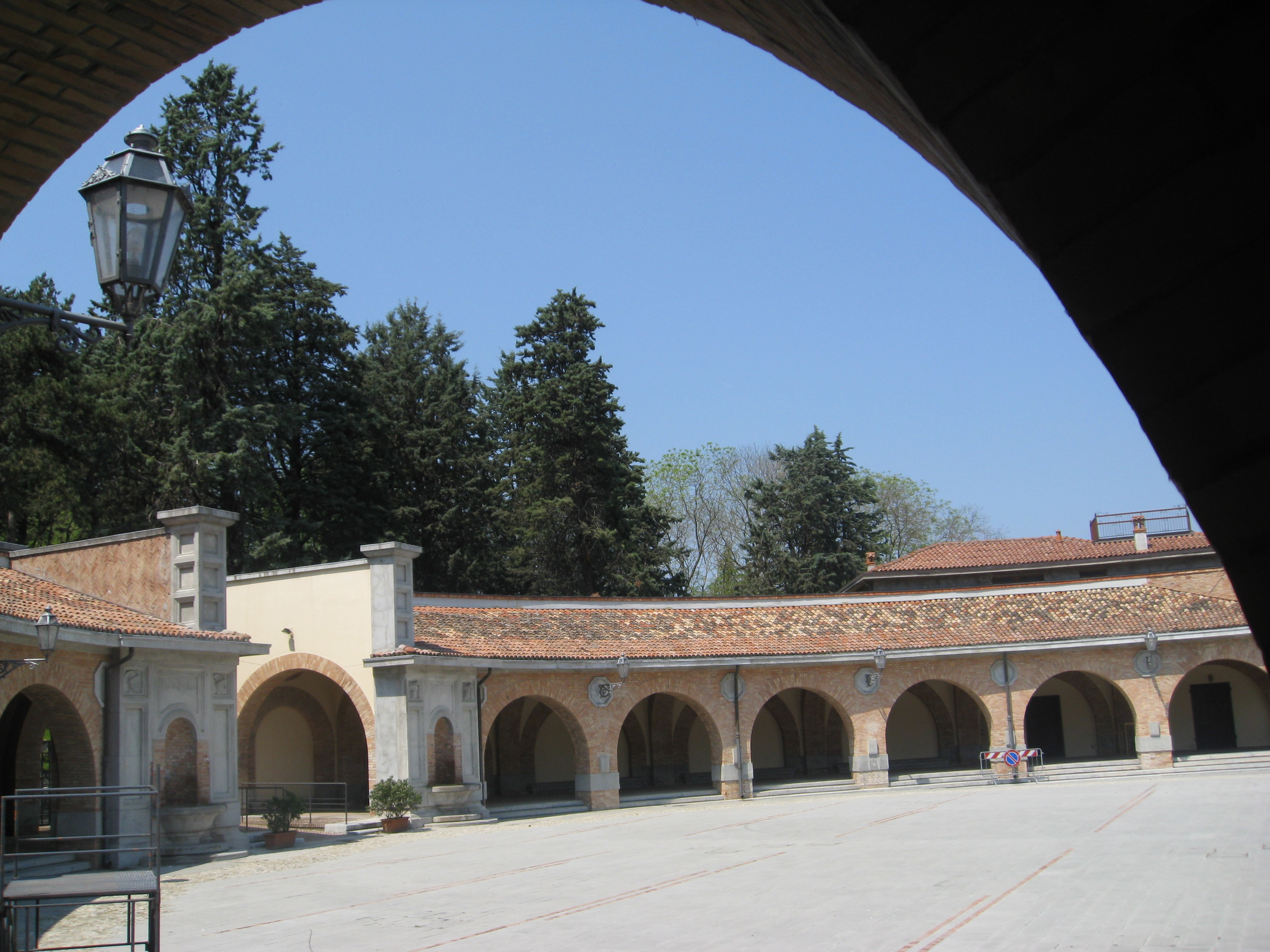
Mercato dei viveri

È lo slargo, collocato nel cuore della città, destinato ad accogliere, secondo i progetti iniziali, le attività commerciali ed il mercato del paese.
Il mercato dei viveri sorge lungo la via principale, ai piedi del poggio sul quale è presente la casa natale di Mussolini. È sostanzialmente un'esedra porticata costituita da 12 arcate che circoscrivono lo spazio semicircolare del mercato. Ogni arcata delimita all'esterno uno spazio interno a forma di trapezio delimitato sugli altri lati da arcate in laterizio a vista, mentre la serie di archi perimetrali è cieca ed accoglie al suo interno una panca in pietra.
Il semicircolo dell'arcata è divisa in due sezioni da un corridoio centrale dal quale dipartivano, un tempo, un'imponente scalinata che portava alla casa natale di Mussolini e da un monumentale tiburio, in seguito rimossi per volontà dello stesso Mussolini. La grande scalinata, a quattro rampe, aveva la funzione di colmare il dislivello tra il piano del mercato ed il poggio posto più in alto, creando una coreografia solenne. La salita è invece oggi occupata da uno spazio verde nel quale crescono numerosi alberi attraverso il quale si svolge un piccolo sentiero che arriva alla casa.
La soluzione architettonica per colmare il dislivello tra il piano della strada ed il poggio fu ideata da Florestano di Fausto, il quale inizialmente aveva progettato uno spazio di forma rettangolare. L'idea però che la piazza principale dovesse diventare l'area ai piedi di Palazzo Varano, rendono il mercato dei viveri un'area più simile a uno slargo e una pausa del corso principale del paese che non una piazza vera e propria.

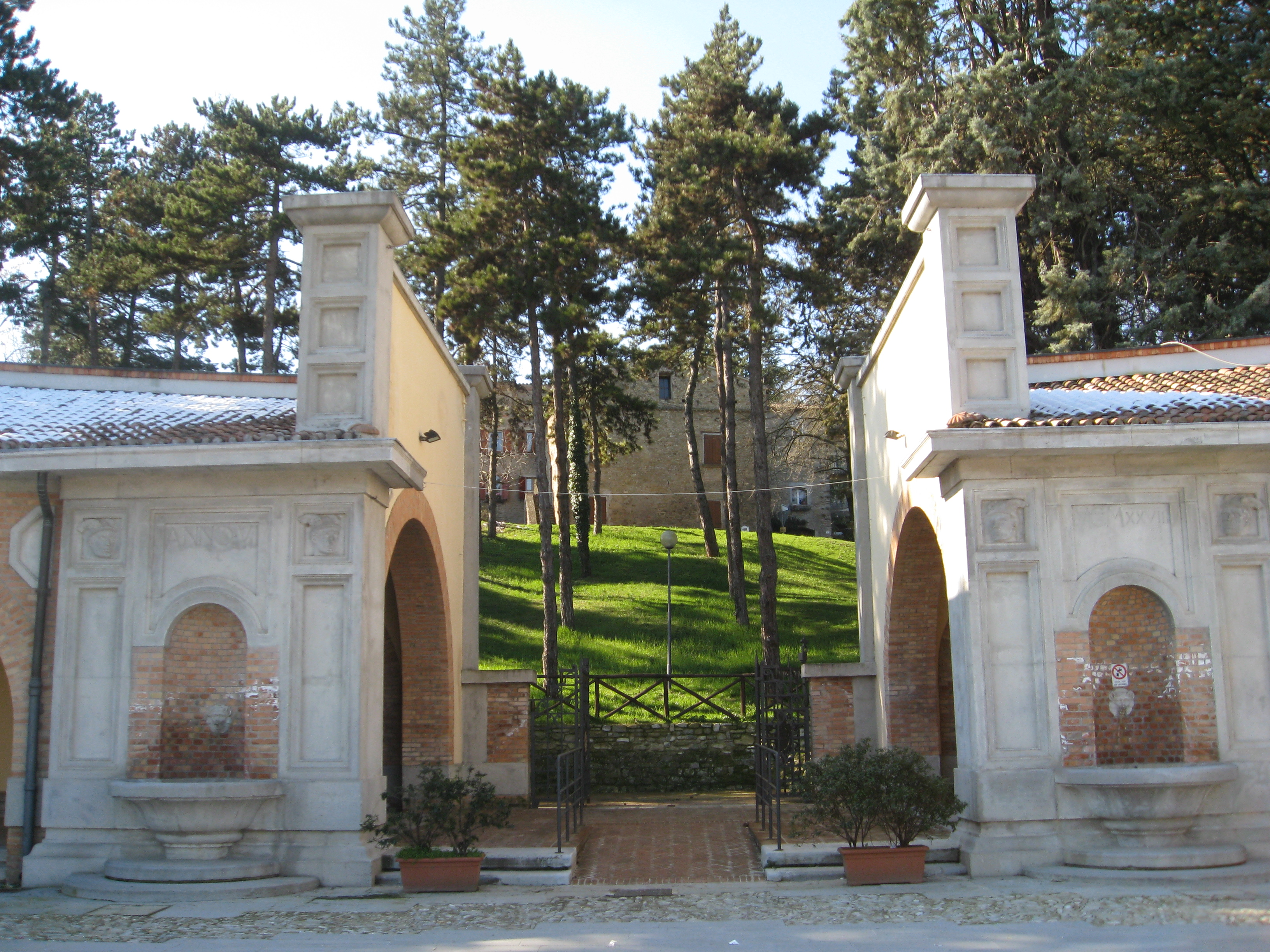
Mercato dei viveri, dove sorgeva il tiburio, ora abbattuto
Raduno di ex combattenti nel 1933. Si nota la struttura del tiburio, non ancora atterrato

#### Palazzo Varano

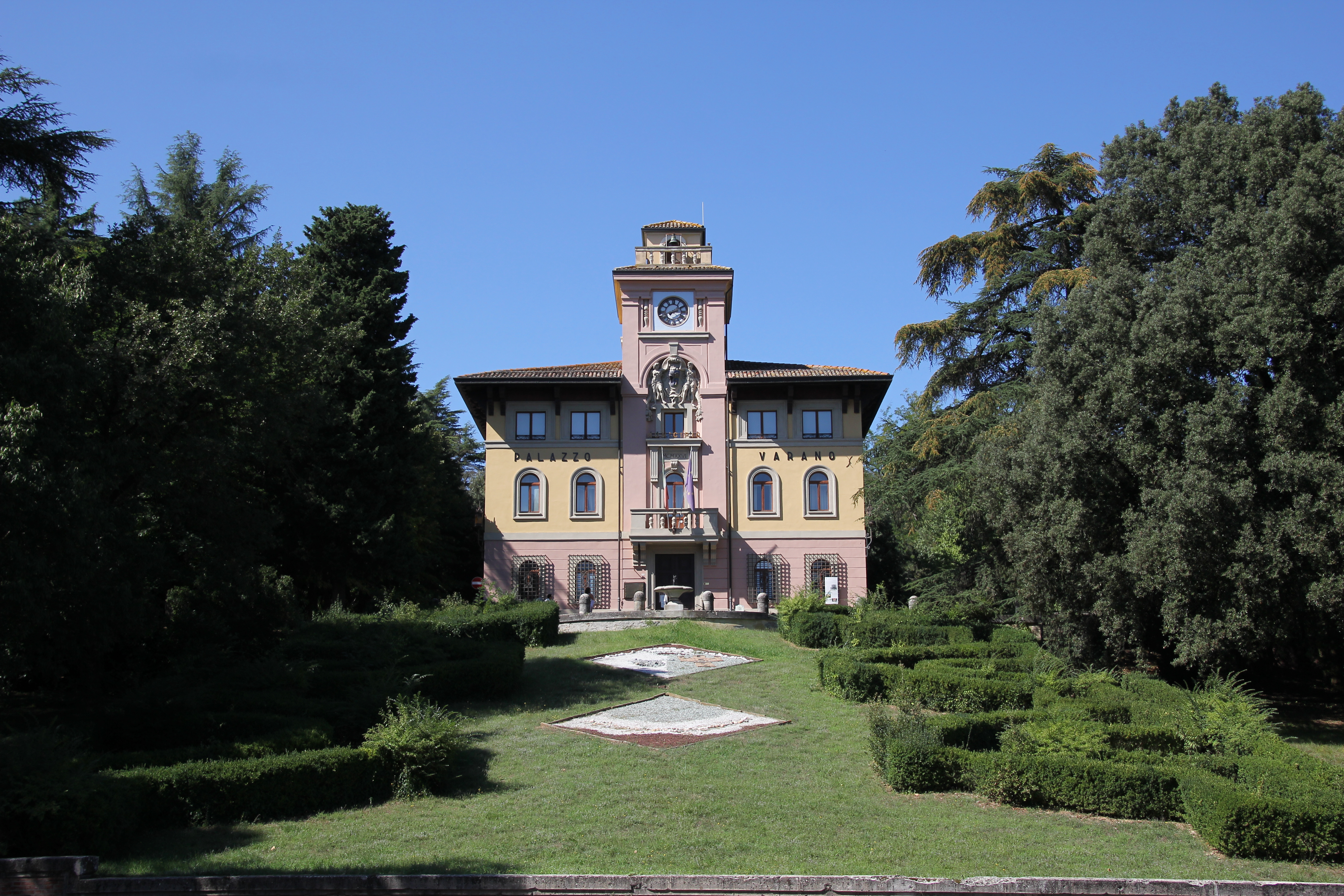
Palazzo Varano

Palazzo Varano è l'edificio dove attualmente risiede la sede del comune di Predappio.
Il palazzo comunale sorge in piazza Sant'Antonio, a lato dell'omonima chiesa, in posizione sopraelevata e dominante rispetto al paese e circondato da un ampio giardino che funge da parco comunale.
L'aspetto che il palazzo aveva prima dei lavori per la fondazione del paese era completamente diverso da quello che mostra attualmente. Si trattava di un palazzo squadrato, costruito in pietra spugnone, senza alcuna decorazione, la cui origine è sempre rimasta oscura, forse da un antico toponimo romano o dalla famiglia contadina Varena. Con certezza si sa solo che ha ospitato diverse famiglie di Predappio, fino ad ospitare la locale scuola elementare e fornire un alloggio all'insegnante. Vi insegnò Rosa Maltoni e per circa 20 anni fu residenza dei Mussolini.
Con la fondazione del nuovo paese, l'architetto Florestano di Fausto nel 1926 lo ristrutturò completamente, aggiungendovi stucchi, decorazioni e una torretta che ospita un orologio e una campana.

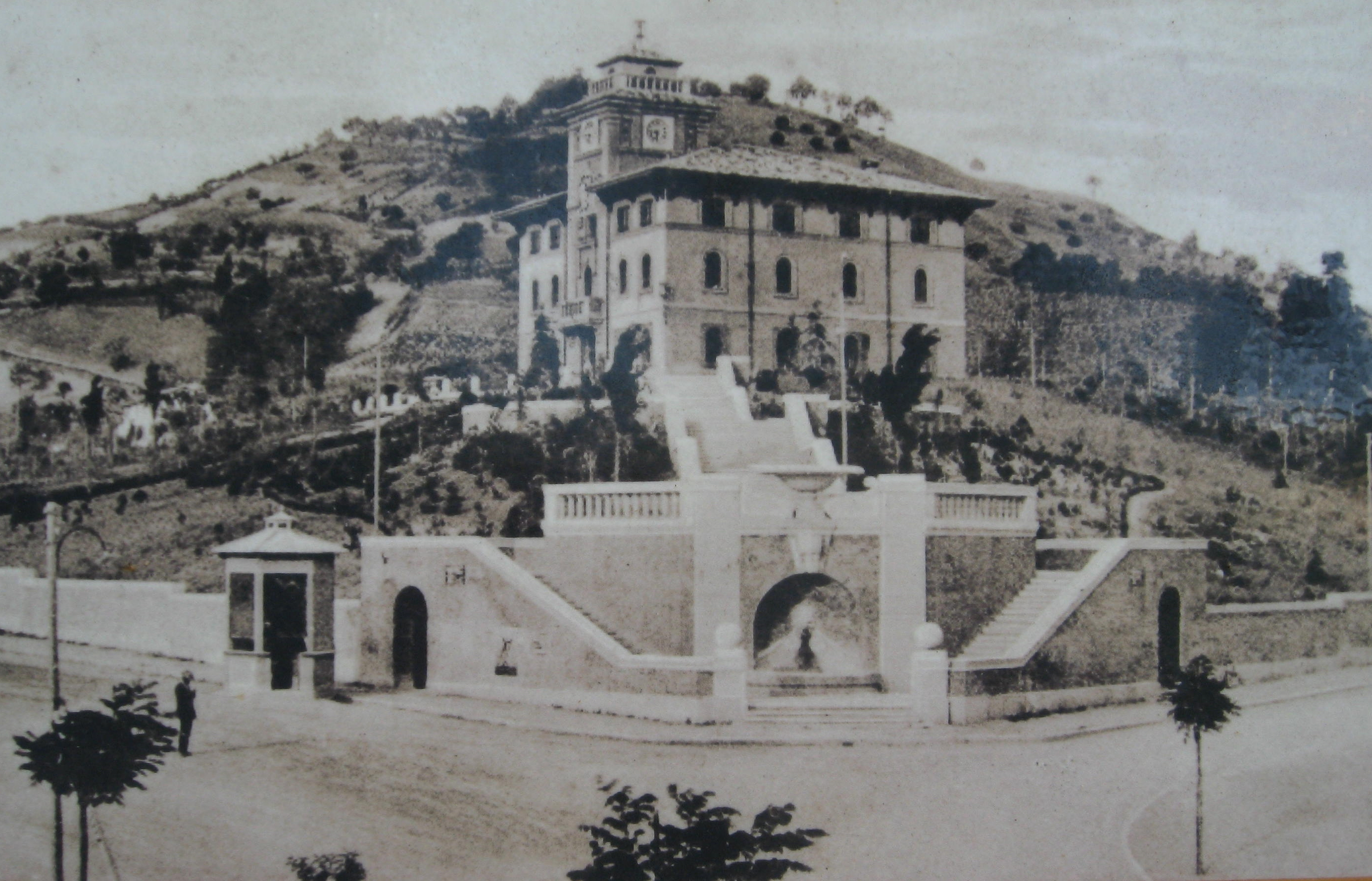
Palazzo Varano nel 1931
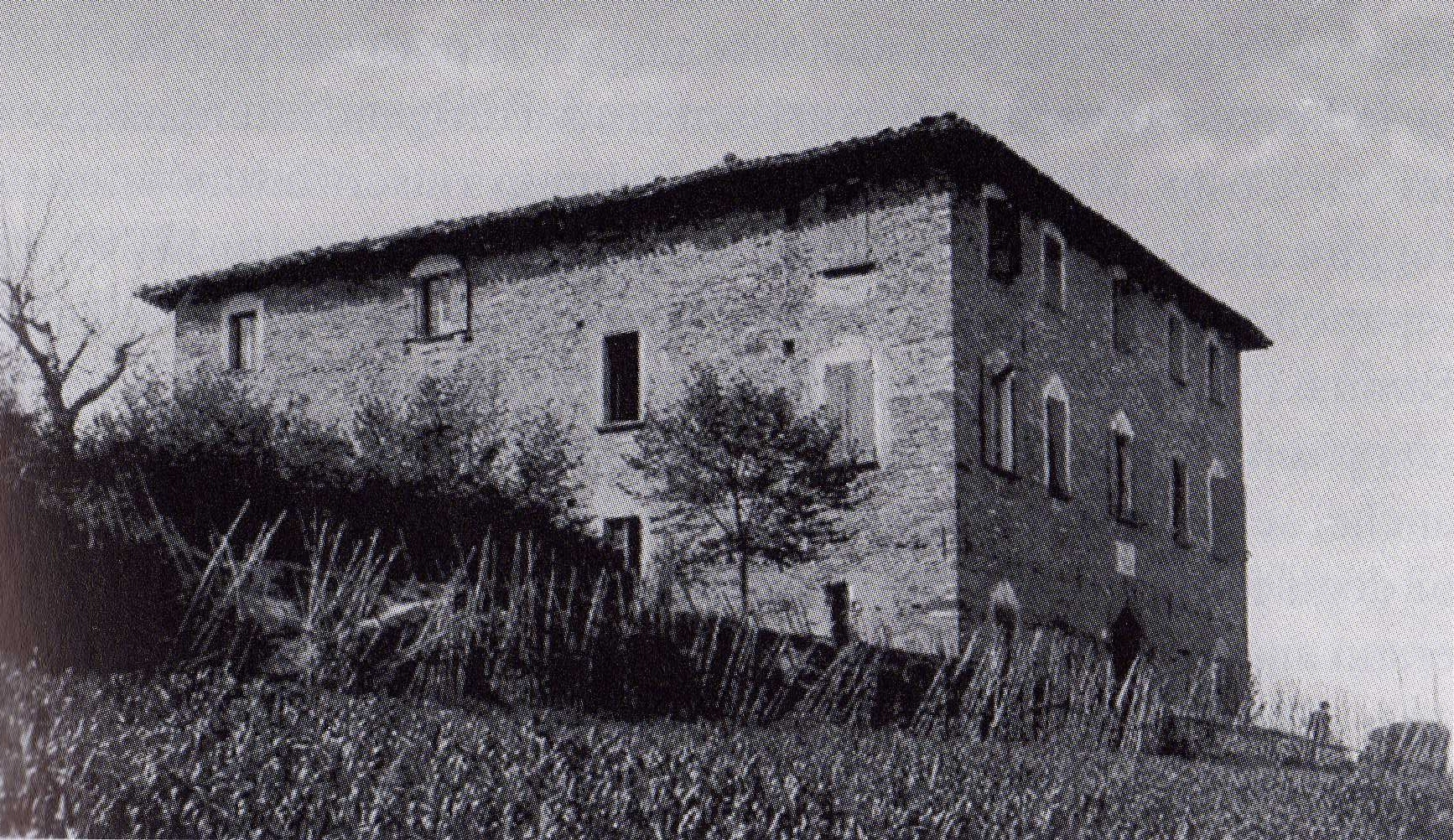
Palazzo Varano come appariva prima dei lavori di rifacimento

#### Cripta Mussolini

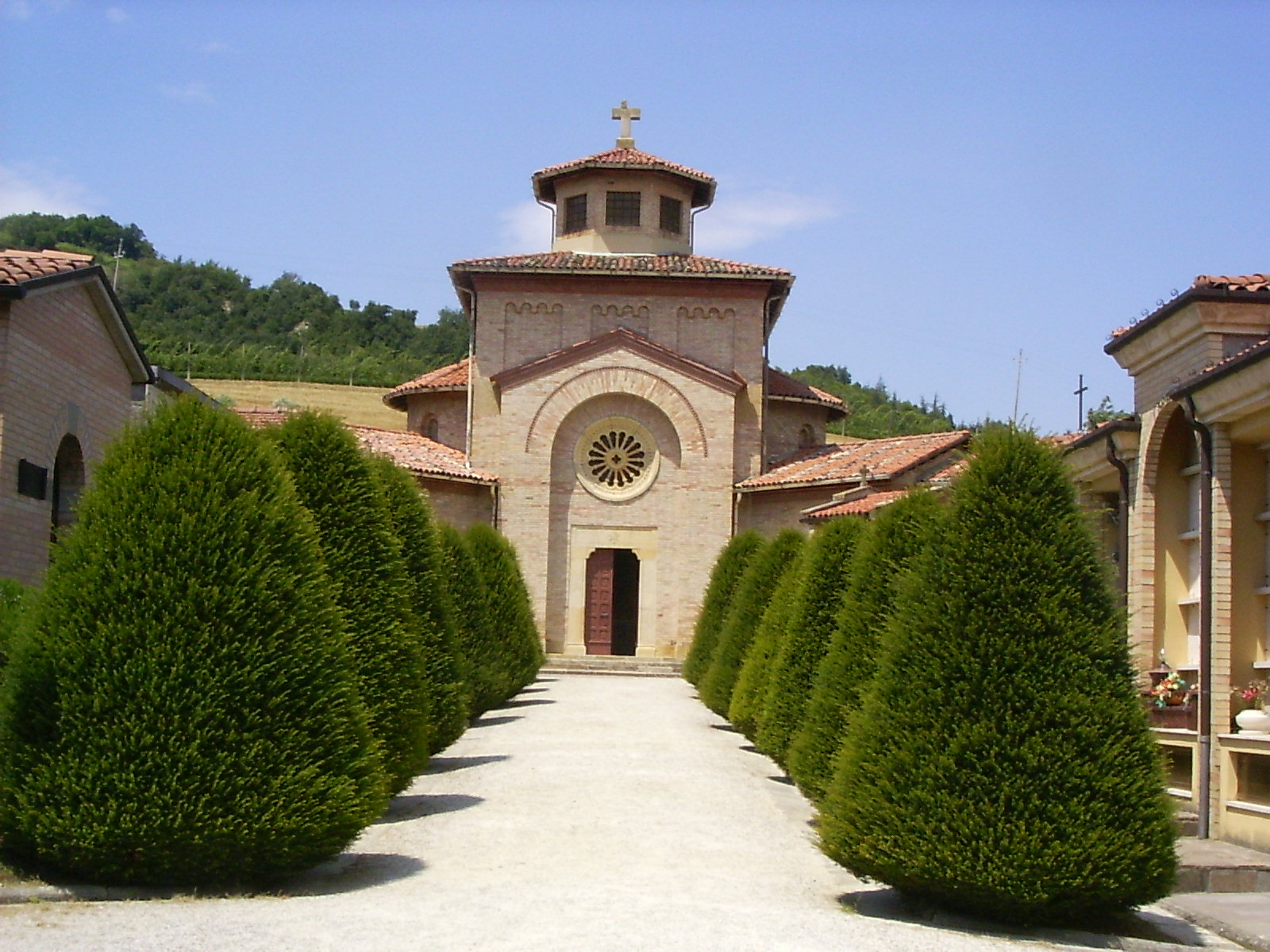
Cripta Mussolini

La cripta Mussolini, costruita nel cimitero di San Cassiano, è il luogo di sepoltura di molti componenti della famiglia Mussolini.

### Architetture militari

#### Castello di Predappio Alta
A Predappio Alta potremmo ammirare quello che rimane dell'antico castello medievale, rinforzato nel 1471 ma presente già dal 1283, attorno a cui è sorto il borgo.

## Società

### Evoluzione demografica
Abitanti censiti

### Etnie e minoranze straniere
Secondo i dati ISTAT al 31 dicembre 2015 la popolazione straniera residente era di 616 persone. Le nazionalità maggiormente rappresentate in base alla loro percentuale sul totale della popolazione residente erano:
- Romania 158
- Macedonia del Nord 105
- Marocco 95
- Cina 50
- Polonia 45
- Bulgaria 26
- Albania 25

## Cultura

### Istruzione

#### Ricerca
Il Progetto Ciclope, dall'acronimo in lingua inglese Centre for International Cooperation in Long Pipe Experiment è un progetto che ha preso vita nel 2000 ed ha come obiettivo lo studio delle turbolenze nei fluidi. Il progetto, finanziato con fondi della Comunità Europea, dall'Università di Bologna e da numerosi enti locali, verrà ospitato nelle strutture delle gallerie della Caproni, la vecchia azienda che costruì e riutilizzò parte delle gallerie durante gli anni '30 per la produzione di aeromobili.
La lunghezza delle gallerie scavate all'interno delle colline permetteranno di fornire gli spazi necessari per lo studio della fluidodinamica, in particolare permetterà l'approfondimento delle conoscenze relative ad un alto Numero di Reynolds.
L'apertura dei lavori al cantiere, che avrebbe dovuto iniziare nel giugno 2010, è in realtà slittato più avanti per questioni legali dovuto all'appalto dell'opera.

### Cucina
La località è famosa per il Sangiovese, vino tipico delle aree romagnole prodotto dall'omonimo vitigno che nelle colline intorno trova la propria area d'elezione. Numerose sono le aziende che operano nel campo vitivinicolo e che hanno portato alla produzione di un vino di alta qualità.
Nell'area di Predappio vengono prodotti alcuni formaggi, sia freschi che stagionati, di buona qualità. In particolare si sta affermando la produzione di un formaggio con un particolare metodo di stagionatura: le forme vengono lasciate riposare nelle solfatare (grotte dove, fin dall'antichità, veniva estratto lo zolfo) dove le particolari condizioni, di umidità e temperatura, e la presenza dello zolfo, conferiscono sapori e fragranze particolari.

## Geografia antropica

### Frazioni
Le frazioni e località di Predappio sono:
Fiumana, San Cristoforo, Fiordinano, Riggiano, Predappio Alta, Calboli, Colmano, Marsignano, Massera, San Cassiano in Pennino, San Savino, Sant'Agostino, Santa Lucia, Santa Marina in Particeto, Porcentico, Tontola, Trivella, Montemaggiore di Predappio, Monte Mirabello, Monte Colombo.

#### Monsignano
La frazione di Monsignano, o Marsignano, è nota per l'antica esistenza di un santuario dedicato a Giove, ma anche a Giunone ed alle Parche: si trattava di un luogo molto frequentato. Da qui proviene, ad esempio, il cippo con la dedica a Giove Vector, oggi conservato nel Museo archeologico di Forlì: il cippo costituisce "la più antica testimonianza della scrittura [...] nel Forlivese". Sempre da Marsignano e sempre conservati al Museo archeologico di Forlì provengono anche il cippo dedicato a Giove Obsequens e quello dedicato a Giunone Regina.

### Castelli

#### Castello di Predappio Alta

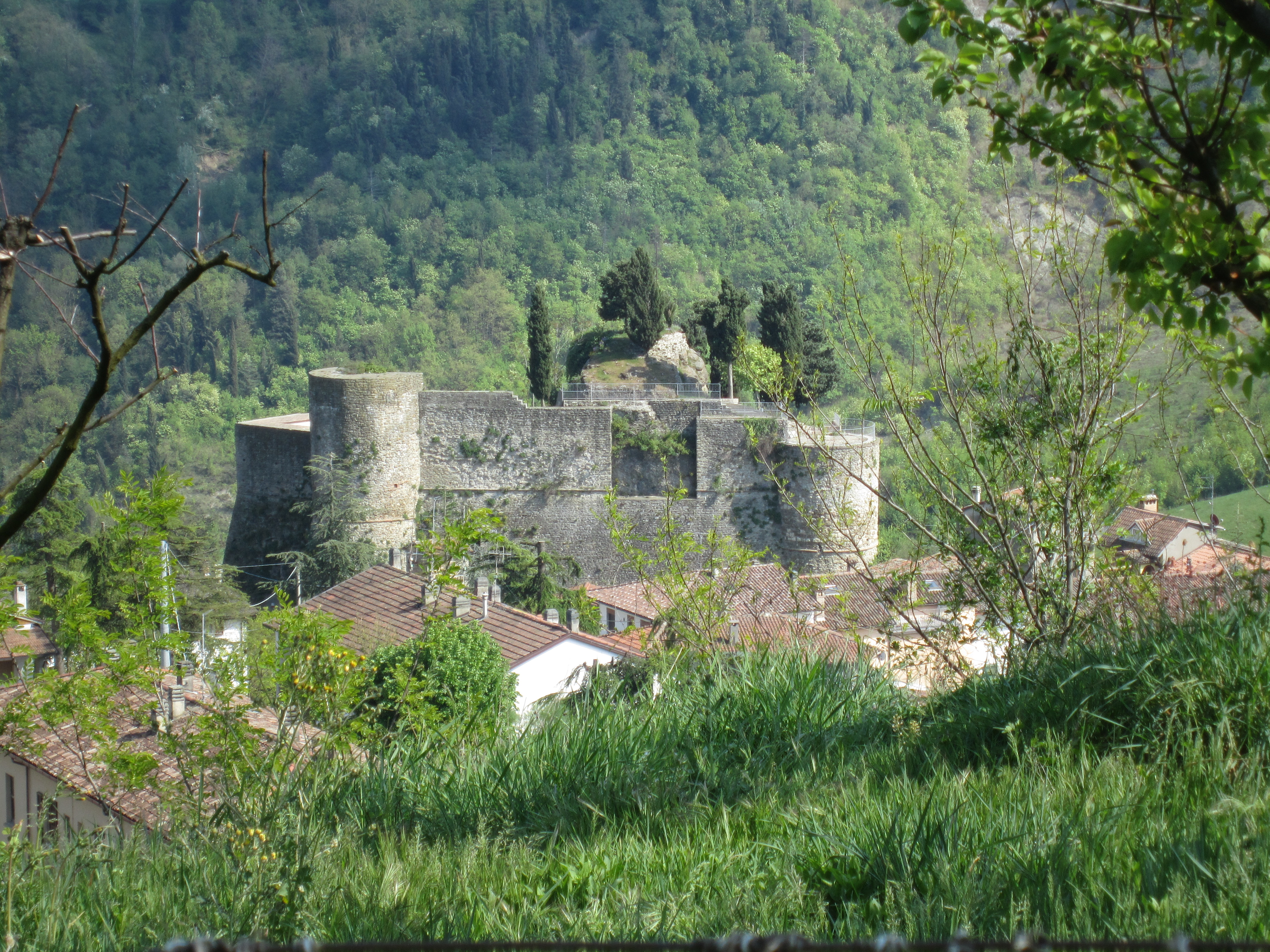
Castello di Predappio Alta

Sorge nell'attuale frazione di Predappio Alta che, fino allo spostamento della sede comunale nel 1923, costituiva il capoluogo del comune. Il castello costituisce il nucleo attorno al quale si è sviluppato l'attuale borgo. È sostanzialmente in buone condizioni, ha subito pochi rimaneggiamenti nel corso dei secoli e costituiva un presidio strategico a controllo della valle.
Considerata fino a non molto tempo addietro come fortezza costruita da Giovanni d'Appia, dopo essersi rifugiato a seguito della sconfitta subita nella battaglia contro Forlì, entrò negli obiettivi dei Calboli e degli Ordelaffi, decisi a conquistarla per controllare la vallata del Rabbi. Ricordata dall'Anglico nella propria descrizione del 1371, la rocca venne donata da Francesco Calboli alla repubblica fiorentina che le concesse di fregiarsi del titolo di comune. Nel 1434 la rocca fu modificata per adeguarla ai nuovi criteri bellici.

#### Castello di Fiumana

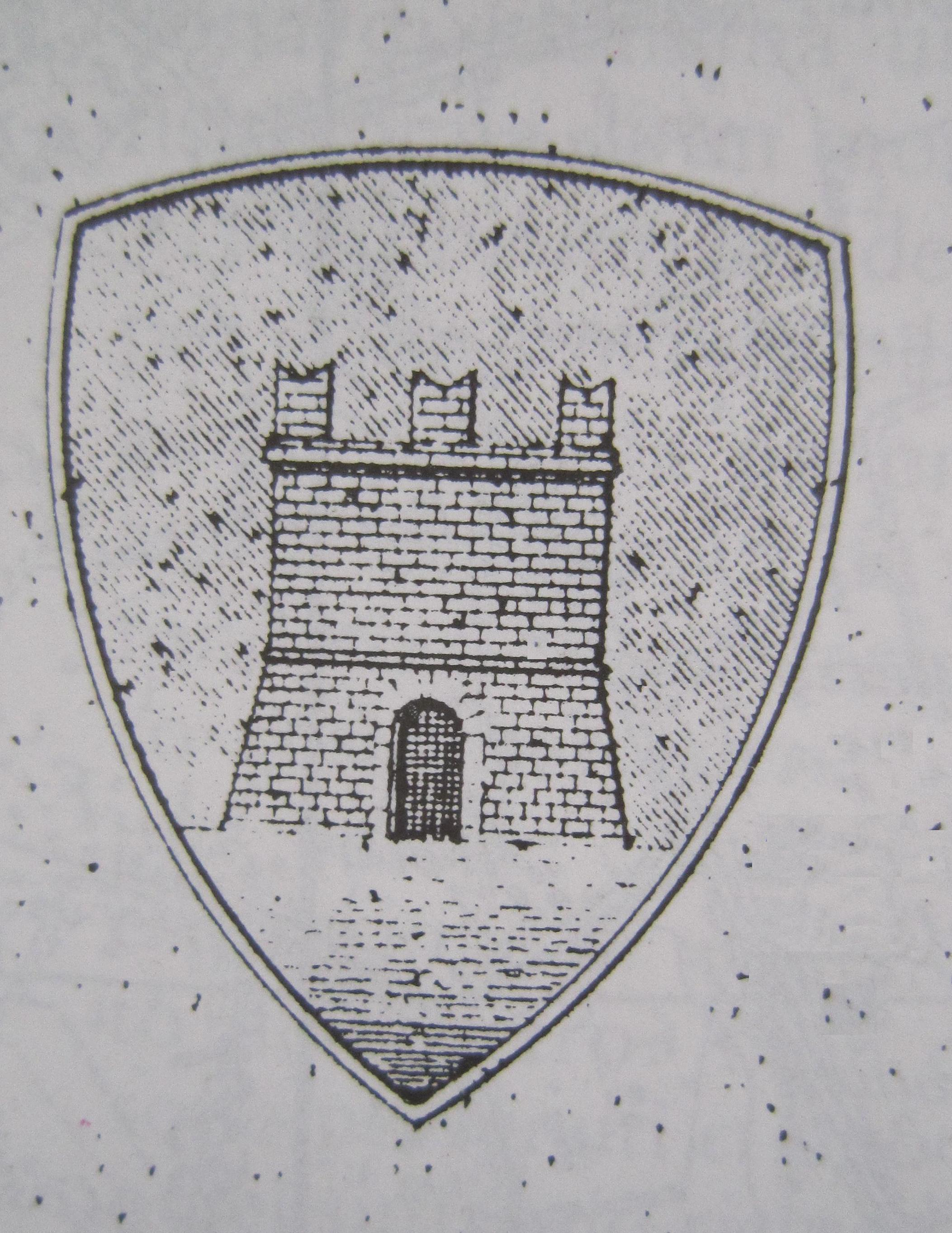
Il castello di Fiumana come veniva rappresentato nello stemma comunale

Era localizzato nell'attuale frazione di Fiumana. Viene ricordato come Castrum Flumane e fu assediato e poi distrutto dai fiorentini nel 1201 e, ricostruito, ancora preso ed atterrato nel 1235. Riedificato, rimase in mano ai forlivesi fino al 1253, passando poi come feudo diretto degli Ordelaffi fino al 1359 quando fu preso dal cardinale Egidio Albornoz. Divenne feudo di Firenze e poi dei Visconti. Nel 1501 veniva conquistato da Cesare Borgia per poi passare, tre anni dopo, alla Santa Sede.
Il castello sorgeva nei pressi dell'antica abbazia di Fiumana su un rilievo delimitato da un'ansa del fiume Rabbi. Con i secoli il castello andò in rovina e nel Novecento, per la costruzione dell'attuale asilo, andò persa qualsiasi traccia della rocca.

#### Rocca di Calboli
Il castello, uno dei feudi più importanti della famiglia Calboli, sorge nell'attuale frazione di Calboli. Se ne ha una prima attestazione nel 909, il castrum Calboli, appartenente alla omonima famiglia ed in loro possesso fino al 1278 anno durante il quale fu a loro confermato da Ottone III. Nello stesso anno fu distrutto da Guido da Montefeltro.
Resti evidenti del castello sono evidenti nei pressi della chiesa di Calboli. Le attività agricole, la mancata manutenzione e i lavori di rimboschimento stanno facendo diroccare le rovine del castello.

#### Rocca d'Elmici

Rocca d'Elmici, inizi del Novecento

Localizzato a nord-ovest di Predappio, da Forlì in direzione di Premilcuore, sulla destra poco prima di entrare a Predappio. Se ne ha notizia come Castrum Elmizie, Rocha Elmicis, Rocche de Ermizia o anche Rocca de' Mici, sin dal 900, anno in cui era feudo dei Calboli. Nel 970 era proprietà di Ugone di Sasso, quindi di Simone di Particeto che nel 1180 lo donava all'abbazia dell'Isola. da questa nel 1191 passò al monastero di Santa Maria di Porto al quale fu tolto nel 1236 dai fiorentini che lo incendiarono. Quattro anni più tardi ritornava in possesso della chiesa ravennate ma, nel 1298 rientra in mano ai Calboli ai quali fu sottratto nel 1304 dagli Ordelaffi dopo un lungo assedio.
Nel 1348 il castrum Rocche Elmici apparteneva a Johanni condam Nicoluccii de Calbulo de civitate Forlivii che lo perdette nel 1359 all'arrivo di Albornoz per conto della santa Sede che nel 1411 lo infeudò a favore di Cervatto sassoni di Cesena. Nel 1433 fu conquistato da Antonio Ordelaffi che nel 1471 lo fortificò trasformandolo in rocca. Tornato di nuovo alla Santa Sede, divenne proprietà di Forlì nel 1535.
Del castello rimangono poche tracce rinvenibili nell'attuale ed adiacente casa colonica. Invece della rocca rimangono numerosi ruderi, lasciati in stato di abbandono. Si notano parte della cinta muraria, vani seminterrati, un camminamento sotterraneo e gli avanzi del mastio.

#### Griggiano
Riportato come Griziano, Griggiano e poi Triggiano, era localizzato presso sud-ovest di Predappio Alta. Se ne ha una prima attestazione nel 1180 con il nome di castrum Grizani ed apparteneva a Simone di Particeto che ne fece dono alla chiesa ravennate cui Federico Barbarossa, 5 anni dopo, lo confermava: quidquid possident in castro Grezani. Nel 1243 era però possesso della chiesa forlimpopolese e da quel momento se ne perde traccia.
Attualmente in località Triggiano si trova un casale disabitato che sorge su uno sperone roccioso presso il Rio di Predappio. Del castello restano tracce di fondamenta e brevi tratti della cinta muraria.

#### Loreta
Il castello di Loreta o Loreda era localizzato ad ovest della frazione di Fiumana. Se ne ha una prima traccia, con il nome di castrum Laurete, nel 1169 quando, soggetto ai forlivesi, viene a questi strappato ed incendiato dai faentini. Ricostruito dai forlivesi, il castello diviene possesso di Ubaldo Di Loreta il quale, nel 1236, lo dovette cedere ai faentini che lo stavano assediando. Distrutto e ricostruito, nove anni più tardi fu per la terza ed ultima volta distrutto da un assalto dei faentini.
Il castello sorgeva dove attualmente si trova una casa colonica che prende il nome di Loreda. Le uniche tracce rimaste sono resti delle fondamenta e sezioni di cinta muraria.

#### Castello di Marsignano
Sorgeva nell'attuale piccola frazione di Marsignano, a nord-ovest di Predappio Alta, in direzione di Castrocaro. Viene menzionato come Marsignano o Monsignano. Poche sono le tracce e le attestazioni di questo castello: due pergamene, una del 1216 e l'altra del 1301 lo chiamano Castrum Monsignani o Castrum Mausignani e lo descrivono sempre come soggetto ai conti Guidi di Dovadola. Nel 1371 Anglico di Grimoard censisce la zona come villa, ovvero come centro privo di fortificazioni. Il castello doveva perciò essere stato distrutto e rimanevano solo case sparse di agricoltori ed allevatori non protetti da alcuna fortificazione.
Il castello sorgeva nei pressi dell'attuale chiesa di Marsignano e della casa colonica. Praticamente tutti i resti sono stati spazzati via dai lavori agricoli.

#### Castello di Monte Maggiore
Si ha la notizia del castello di Monte Maggiore, posto ad ovest di Predappio, a metà strada con Castrocaro, nella frazione attualmente chiamata Montemaggiore. La prima menzione, del 1055 lo riporta come Castrum Montis Majoris ed apparteneva alla chiesa ravennate. Dopo essere stato infeudato nel 1429 a Giovanni Lerri di Forlì, se ne perde traccia.
Il castello sorgeva nell'attuale frazione di Montemaggiore sul poggio chiamato Monte Banderuola, alle sorgenti del Rio Brasina. Passato in disuso, deve essere finito in stato di abbandono e rovina. I lavori agricoli con il passare del tempo ne hanno disperso le tracce.

#### Castello di Monte Vecchio
Era localizzato nella località attualmente chiamata Montevecchio, ad ovest dell'altra località nominata Bagno. Se ne hanno poche notizie; le prime, risalenti al 1192: Castrum Montis Vecchii cum curte et omnibus appenditjis suis era una dipendenza della chiesa forlivese. La seconda, del 1371, nella descrizione fornita da Anglico de Grimoard.
Ne rimangono pochi resti presso la casa colonica che prende il nome di Montevecchio, mentre sul poggio sovrastante restano scarne tracce delle fondamenta.

#### Castello di Particeto
Ricordato come Particeta o Particeto, sorgeva a nord della piccola frazione di Santa Marina in Particeto. Menzionato nel 1240 come Castrum Partesete, era soggetto a Ugone di Sasso. Ricordato anche come Partexede, nel 1276 era dominio del comune di Forlì finché si ribellò per sottomettersi alla chiesa ravennate. Nel 1347 apparteneva all'abbazia di Santa Maria di Porto alla quale lo tolse Giovanni Calboli. Nel 1371, da quanto riportato da Anglico de Grimoard nella sua descrizione, era dipendenza dei conti Guidi di Dovadola: Castrum Partisete est in quadam costa super Flumine Raibor. Habet roccham et turrim fortissimam, quod custioditur per comitem Franciscum de Dovadula. A Francesco guidi subentrò Francesco Calboli il quale morì nel 1382 donandolo, per non farlo cadere in mano alla ghibellina Forlì, al comune di Firenze. Tornato in mano dei Guidi, a loro rimase fino al 1407 quando cadde in mano fiorentina. Nel 1440 venne espugnato dai Malatesta di Giaggiolo e nel 1471 raso al suolo dai fiorentini.
Il castello sorgeva sul poggio che sovrasta l'attuale casa colonica chiamata Particeto. Rimangono visibilili fondamenta, tracce della cortina difensiva ed un vano interrato.

#### Castello di Petrignano
Si trovava nell'attuale località di Petrignano, a nord-est della frazione di Marsignano lungo la strada che giunge a San Lorenzo in Noceto.
Lo si trova nominato con il nome di Castrum Petrignani quale feudo di Ubaldo di Petrignano il quale lo perse nel 1168 per opera dei fentini. Passò nel 1272 alla chiesa forlivese che riuscì a tenerlo fino al 1292 quando Riniero Calboli lo conquistò perdendolo nel 1313 per mano di Forlì. Nel 1371 Anglico di Grimoard lo nomina come possedimento di Francesco di Calboli: Castrum Pedrignani in quadam collina, confinat cum Castrocario, Roccha Elmizi et Comitu Forlivii, tenet Franciscus de Calbulo. A costui fu tolto da Eugenio IV per infeudarlo nel 1429 a favore di Andra Lerri di Forlì. Nel 1433 lo si trova possesso di Antonio Ordelaffi che lo tenne fino al 1440 quando fu occupato dalla Santa Sede. Nel 1482 i fiorentini, in lotta contro il Papato, assediarono il castello che fu espugnato solo per il tradimento del castellano. Firenze lo rase al suolo.
Del castello, dopo che fu raso al suolo, non ne rimase tracce se non nella presenza delle fondamenta. Nel luogo si trova oggi una casa colonica eretta sulle sue fondamenta. Poche tracce di basi murarie possono essere rinvenute nei dintorni.

#### Castello di Villa Salta
Si ergeva nell'attuale località Castellaro di Villa Salta ed era ricordato anche come castello di Salto.
Se ne ha una prima menzione, con il nome di Castrum Salti, nel 1180 quando apparteneva a Simone di Particeto che in quell'anno lo donava alla chiesa ravennate ma nel 1367 passa in mano ad Uguccione della Faggiola. Dalla famiglia dei Faggiola passò sotto il dominio di Francesco Calboli, come cita Anglico nel 1371: Castrum Salti parvi situm in quodam parvo Monte, tenet Franciscus de Calbulo. Il Calboli, morendo nel 1382, lo cedette, affinché non cadesse in mano ai ghibellini Ordelaffi, al comune di Firenze. Da quel momento se ne perde traccia e non se ne conoscono le sorti.
Il castello sorgeva nei pressi della casa colonica che prende il nome di Castellaro, su uno sperone roccioso sul torrente Trivella. Non ne rimangono evidenti tracce a causa dei lavori agricoli che ne hanno disperse le poche tracce.

#### Castello di San Cassiano

Monte Palareto, in una fotografia della metà degli anni '20

Il castello di San Cassiano era situato sull'apice del Monte Palareto, a nord-ovest della chiesa di San Cassiano in Pennino.
La prima notizia del Castrum Sabcti Cassiani risale al 1294 quando, ricordato anche con il nome di Cassiani, apparteneva a Corrado Calboli. Nel 1382 apparteneva a Francesco Calboli il quale, morendo, lo donò, insieme ad altri feudi in suo possesso, al comune di Firenze per evitare che cadesse in mano ai rivali ghibellini Ordelaffi. A Firenze viene sottratto nel 1424 dai Visconti i quali furono però costretti a cederlo ad Antonio Ordelaffi. Nel 1440 fu assediato da Guidantonio Manfredi per conto della Santa Sede che dal quel punto in poi lo possedette.
Del castello non esistono più tracce, disperse dai lavori agricoli.

#### Castello di Valdarca
Il castello sorgeva su uno sperone roccioso circoscritto da un'ansa del fiume Rabbi e che sovrastava l'attuale casa colonica che oggi prende il nome di Valdarca, a sud della località chiamata Bagno.
Un documento del 1124 ricorda come Castrum Vallis de Arche cum tota curte integra era possesso di Lamberto di Castrocaro il quale nel 1158 lo lasciava in eredità al figlio Bonifacio. Questi lo donava, nel 1188, alla chiesa ravennate dalla quale passò a quella forlimpopolese. Si sa che nel 1230 il castello apparteneva al comune di Faenza al quale fu tolto nel 1269 da Malatesta di Giaggiolo che lo stesso anno lo vendette a Ludovico delle Caminate. Da quel momento se ne perdono tracce e non se ne conosce più il destino.
Il poggio che ospitava il castello presenta poche tracce delle fondamenta che sono andate disperse dai continui lavori agricoli.

## Infrastrutture e trasporti

### Strade
Predappio è attraversata della strada provinciale 3 che partendo da Forlì giunge, dopo aver valicato gli Appennini, a Cavallini, frazione di San Godenzo. Da Predappio dipartono altre due vie. La prima raggiunge Rocca San Casciano, passando per Predappio alta e toccando le piccole frazioni del comune, mettendo in comunicazione la SP3 con la Strada statale 67 Tosco Romagnola.
La seconda, passando per Rocca delle Caminate, raggiunge Meldola raccordandosi alla ex SS310, oggi SP4 (nel tratto romagnolo di competenza della Provincia di Forlì-Cesena).
La cittadina è collegata ai centri vicini e a Forlì con regolari servizi di autobus gestiti da START Romagna. Un servizio di navetta collega Predappio con la frazione di Predappio Alta.

## Amministrazione
| Periodo         | Periodo        | Primo cittadino    | Partito                                                       | Carica  | Note |
| --------------- | -------------- | ------------------ | ------------------------------------------------------------- | ------- | ---- |
| 17 ottobre 1985 | 19 luglio 1990 | Franco Levi        | Partito Socialista Italiano                                   | Sindaco |      |
| 20 luglio 1990  | 23 aprile 1995 | Ivo Marcelli       | Partito Comunista Italiano Partito Democratico della Sinistra | Sindaco |      |
| 24 aprile 1995  | 13 giugno 1999 | Ivo Marcelli       | Lista civica                                                  | Sindaco |      |
| 14 giugno 1999  | 14 giugno 2004 | Ivo Marcelli       | Lista civica (PDS / DS)                                       | Sindaco |      |
| 15 giugno 2004  | 7 giugno 2009  | Giuliano Brocchi   | Lista civica (DS / PD)                                        | Sindaco |      |
| 8 giugno 2009   | 25 maggio 2014 | Giorgio Frassineti | Lista civica (Partito Democratico)                            | Sindaco |      |
| 26 maggio 2014  | 26 maggio 2019 | Giorgio Frassineti | Lista civica (Partito Democratico)                            | Sindaco |      |
| 27 maggio 2019  | in carica      | Roberto Canali     | Lista civica (Uniti per Predappio)                            | Sindaco |      |

Fonte: Ministero dell'Interno.
Sindaco di Predappio per alcuni anni fu l'artista Benito Partisani.

### Gemellaggi
- Breuna, dal 30 maggio 2003
- Kenderes, dal 30 maggio 2003